# 2018-as magyarországi országgyűlési választás
A 2018-as magyarországi országgyűlési választás a rendszerváltás óta eltelt időszak nyolcadik általános parlamenti választása volt Magyarországon 2018. április 8-án. A kormányzó Fidesz–KDNP pártszövetség kétharmados többséget szerzett a törvényhozásban.

## Választási rendszer

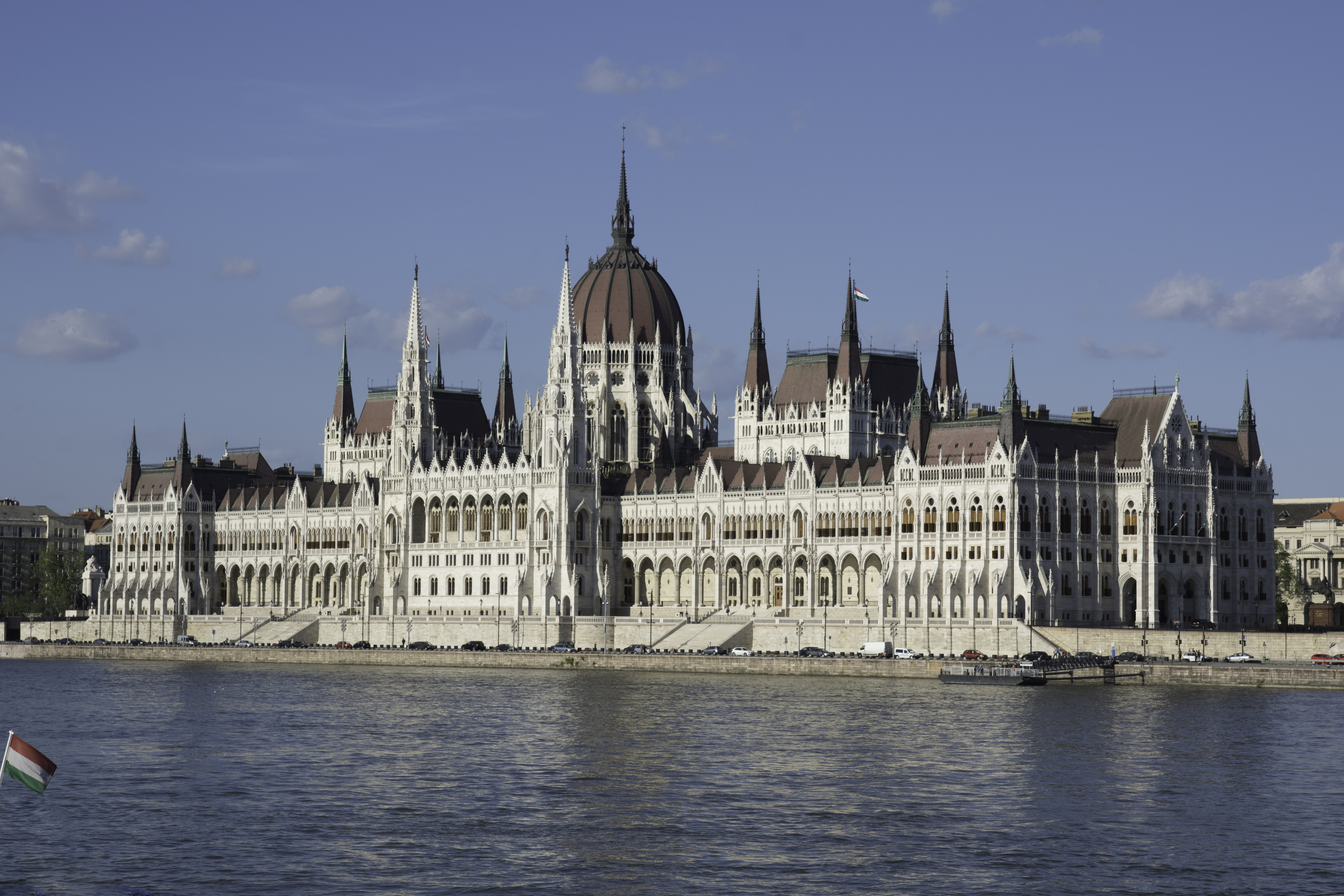
Az Országház

### A választás időpontja
A választásra az Alaptörvény alapján az előző Országgyűlés megválasztását követő negyedik év április vagy május havában kerül sor. A konkrét időpontot a köztársasági elnök jelöli ki, legkorábban a szavazást megelőző kilencvenedik, legkésőbb a megelőző hetvenedik napon. A választás napja nem eshet A munka törvénykönyve szerinti munkaszüneti napra, továbbá húsvét-, illetve pünkösdvasárnapra. A választást vasárnap kell megtartani.
A választást Áder János köztársasági elnök január 11-én közzétett közleményében 2018. április 8-ra tűzte ki.

### A választási rendszer
Magyarországon az országgyűlési képviselők választását a 2011. évi CCIII. törvény szabályozza. A választás egyfordulós.
Az Országgyűlés létszáma 199, a választási rendszer vegyes rendszerű: 106 képviselő egyéni választókerületben (OEVK) relatív többséggel kerül megválasztásra, 93 képviselő pedig párt-, illetve nemzetiségi listán kerül be a parlamentbe arányos rendszerben, kiegészítve a szavazatszámot a töredékszavazatokkal. A töredékszavazatok olyan szavazatok, melyek az egyéni kerületben nem értek mandátumot (vesztesek szavazatai), továbbá a nyertes „felesleges” szavazatai is ilyenek, melyekre nem volt szükség a győzelemhez. Azon jelöltek, akik függetlenként indultak, vagy egy olyan párt jelölte őket, amely nem állított országos listát, vagy állított, de nem érte el a parlamenti küszöböt, azoknak a szavazatai nem tudnak töredékszavazatként hasznosulni. Így ha egy ilyen jelölt győz, akkor a győzelemhez már nem szükséges, „felesleges” szavazatok elvesznek, míg ha veszít, akkor az összes rá adott szavazat elveszik.

### Országos lista
Országos listát az a párt állíthat, amelynek 27 választókerületben, de legalább 9 megyében és Budapesten van egyéni jelöltje. Nemzetiségi lista állításához a nemzetiségi névjegyzékben regisztrált választópolgárok 1%-ának, de legfeljebb 1500 embernek az ajánlását kell összegyűjteni.

### Egyéni képviselő
Egyéni választókerületi jelöltté váláshoz a választási törvények alapján 500 aláírást kell összegyűjteni. Egy választópolgár több jelöltet is ajánlhat. Az egyéni választókerületekben az a jelölt lesz a képviselő, aki a legtöbb szavazatot kapja. A vesztes jelöltek, továbbá a győztes jelölt győzelemhez nem szükséges (első – (második + 1)) szavazatai töredékszavazatnak számítanak.

#### Listás szavazatok kiosztása
A nemzetiségi választópolgárok dönthetnek úgy, hogy nem pártlistára, hanem nemzetiségük listájára szavaznak. A mandátumkiosztáskor a nemzetiségi listák szavazatait is figyelembe veszik. A magyarországi lakcímmel nem rendelkező, határon kívüli magyarok is szavazhatnak pártlistára.
A mandátumok kiosztása:
1. össze kell adni a listás szavazatokat,
2. ha egy nemzetiség megszerezte az összes országos listás szavazat {\displaystyle /93/4} darabnyi szavazatot, kap egy kedvezményes mandátumot,
3. a megszerezhető listás mandátumok számából a nemzetiségek által megszerzett mandátumok számát le kell vonni,
4. a mandátumokat az 5%-ot elérő pártok (kettős listánál 10, hármas vagy többesnél 15%-ot) és az 5%-ot elérő nemzetiségek között kell kiosztani,
5. a pártok szavazataihoz a töredékszavazatokat hozzá kell adni, a nemzetiségek szavazataiból pedig a kedvezményes kvótát le kell vonni,
6. a mandátumokat táblázatos módszerrel (ún. D’Hondt-módszerrel) kell elosztani (táblázatot készítünk: első sor a szavazatok, második a szavazatok fele, harmadik a harmada, negyedik a negyede stb., a legnagyobb számokat „bekarikázzák”, minden párt annyi mandátumot kap, ahány „karika” van az oszlopában).

Azok a nemzetiségek, amelyek nem jutottak mandátumhoz, egy nemzetiségi szószólót (a lista első helyezettje) küldhetnek az országgyűlésbe. A szószólót az országgyűlési képviselőkkel azonos jogok illetik meg, leszámítva, hogy nem szavazhat a parlament döntéseikor.

#### Regisztráció, szavazás külföldön
A magyarországi lakcímmel rendelkező választópolgárnak regisztrálnia nem kell, részére a Nemzeti Választási Iroda 2018 februárjában megküldi a választási értesítőt. Amennyiben a választópolgár a szavazás napján külföldön tartózkodik, személyesen, online vagy postai úton a helyi választási irodánál kérvényezheti külképviseleti névjegyzékbe való felvételét a szavazást megelőző nyolcadik napig. Amennyiben a választási iroda a választópolgárt a külképviseleti névjegyzékbe felvette, a választópolgár a szavazás napján (az amerikai kontinensen a szavazás napját megelőző napon) személyesen, a kérvényben megjelölt külképviseleten szavazhat.
A magyarországi lakcímmel nem rendelkező választópolgár csak abban az esetben szavazhat, ha előzetesen online vagy postai úton kérelmezte felvételét a választói névjegyzékbe a Nemzeti Választási Irodánál. Erre a választást megelőző 15. napig van lehetősége. Amennyiben a választási iroda a választópolgárt a névjegyzékben regisztrálta, a levélben szavazás szavazólapjának elkészültét követően haladéktalanul megküldi a szavazási levélcsomagot a választópolgár számára. A választópolgár szavazatát a levélcsomaghoz mellékelt válaszborítékban adhatja le. A borítékot
- a Nemzeti Választási Irodába juttathatja el úgy, hogy a szavazást megelőző napon 24 óráig megérkezzen
- a magyarországi szavazást megelőző tizenöt napon belül minden munkanapon 9 és 16 óra között, valamint a külképviseleti szavazás ideje alatt eljuttathatja bármely külképviseleti választási irodába
- a magyarországi szavazásra rendelkezésre álló időszakban eljuttathatja bármely országgyűlési egyéni választókerületi választási irodába

## Kritikák

### „Kamupártok”
A 2014-es országgyűlési választáshoz hasonlóan különböző kisebb, nagyon alacsony (1%-ot sem elérő) támogatottságú „kamupártoknak” vagy „bizniszpártoknak” nevezett pártok jelentkeztek a választásra, amelyek egy részénél felmerült az ajánlóívek meghamisítása is. Péterfalvi Attila, a Nemzeti Adatvédelmi és Információszabadság Hatóság elnökének neve felbukkant a Hajrá Magyarország! Párt ajánlóívén, noha Péterfalvi nem adta ajánlását a pártnak. Budapesti 17. sz. országgyűlési egyéni választókerületében bebizonyosodott, hogy a Lévai Katalin-féle Lendület párt és a Fidesz aláírási ívein több esetben is teljes volt az egyezőség. Állampolgári feljelentés is történt, miután egy magánszemély odahamisított aláírása 19 kamupárt ajánlóívén szerepelt, de a nem túl intenzív rendőrségi nyomozás két év múlva eredmény nélkül zárult. A Transparency International Magyarország és a Political Capital számításai szerint 3 milliárd forint került az egyszázalékos támogatottságtól is messze elmaradó tizennégy kamupárthoz, mely összeg a módosított szabályok szerint visszakövetelhető ugyan a pártoktól, akár a pártvezetők magánvagyona fejében is, csakhogy ezt az összeget készpénzben juttatták el a pártokhoz a javasolt kincstári kártya helyett, mely garantálhatta volna, hogy a pénzzel felelősen gazdálkodjanak. A visszakövetelés így viszont kétséges kimenetelű és költséges procedúra is lehet. Az egy százalékot sem elérő pártok közül csak a korábban már aktív politikai tevékenységet folytató pártok, az Együtt, a MIÉP és a Munkáspárt fizettek, a további másik 13 választáson indult, egy százalék alatti, alapvetően ismeretlen párt egyike sem fizette vissza a rájuk eső összesen két és fél milliárd forint kampánytámogatást. Az Állami Számvevőszék ráadásul azért nem indított elszámolást, mert a jogszabály szerint azt külön kérvényezni kell a hivataltól, de ilyen a három hónapos határideig nem érkezett. A NAV közleménye szerint mindössze 8169(!) forintot tudott behajtani a kamupártok többmilliárdos tartozásaiból, ez az összeg is egyetlen párttól, a Sportos és Egészséges Magyarországért Párttól származik. 2020 decemberére derült ki a Transparency International Magyarország által kiperelt egyéni képviselőjelölti kampányköltések adatai alapján, hogy legkevesebb tíz kamupárt indult a választáson, amiknek 410 millió forint ilyenfajta gyanús kampányköltéseit vizsgálták. Az NVI közlése szerint még 2021 végén is közel 717 millióval tartoztak a kamupártok, miközben csak 6,4 milliót sikerült behajtani rajtuk.

### Külföldi szavazatok
A 2014-es országgyűlési választáshoz hasonlóan ismét szóba került az ország határain kívül élő, magyar állampolgárságú személyek szavazati lehetősége, miután a magyarországi lakcímmel nem rendelkező állampolgárok levélküldeményben is szavazhatnak, míg a lakcímmel rendelkezőknek személyesen kell megjelenniük az adott külképviseleten, ahol jogosultak a szavazatuk leadására. Ez viszont jelentős idővel és anyagi ráfordítással járhat, miután egy képviselet akár több ezer kilométerre is lehet. A lakcímmel rendelkezők pártlistán kívül egyéni jelöltekre is szavazhatnak, azonban az egyéni jelöltek a szavazást megelőző napig visszaléphetnek, ezért nem lehetséges a szavazás napját megelőző levélszavazat leadása. A lakcímmel nem rendelkezők csak pártlistára szavazhatnak, ezért ők levélben a szavazás napját megelőzően is leadhatják szavazataikat.

### Az EBESZ értékelése
A választáson jelen voltak az Európai Biztonsági és Együttműködési Szervezet (EBESZ) megfigyelői is. Jelentésük szerint a szavazás technikai lebonyolítása szakszerű és nyílt volt, és a választási bizottságok élvezték a résztvevők bizalmát. Ugyanakkor negatívumként emelte ki az EBESZ az állami szervek és a kormánypártok összefonódását, ami megnehezítette azt, hogy a jelöltek egyenlő feltételek mellett mérkőzzenek meg egymással. Példaként hozta föl a jelentés a kormánynak a választások előtti időszakban közpénzen lebonyolított információs kampányát, amely a megfigyelők szerint elfogultan pozitív színben tüntette fel a kormánypártok intézkedéseit, és ezzel állami erőforrásokat állított a kormánypártok kampányának szolgálatába.
Kritikusan szólt az EBESZ jelentése az írott és elektronikus sajtó szerepéről. A közszolgálati média ellátta ugyan azt a törvényben előírt feladatát, hogy ingyenes műsoridőt biztosítson a választáson résztvevő pártoknak, de eközben hírműsorai egyértelműen elfogultak voltak a kormánykoalíció mellett. A kereskedelmi adók műsorai sem voltak kiegyensúlyozottak az EBESZ értékelése szerint: vagy a kormánypártok, vagy az ellenzék oldalán voltak elfogultak. Egyedül az internetes médiában lehetett elfogulatlan, kiegyensúlyozott, az ügyek mentén folyó tájékoztatást találni. A nemzetközi megfigyelők kiemelték, hogy a kampányretorika ellenséges, megfélemlítő és helyenként idegengyűlölő volt.
Pozitívumként értékelte az EBESZ jelentése a fogyatékkal élők részvételének segítését, valamint a magyarországi nemzetiségek részvételét. Ugyanakkor problémaként jelölték meg a megfigyelők a nők alulreprezentáltságát. Nyugtalanítónak találták a helyi közmunkalehetőségektől függő romák kiszolgáltatottságát a megfélemlítéssel és a szavazatvásárlással szemben.

## Kampány

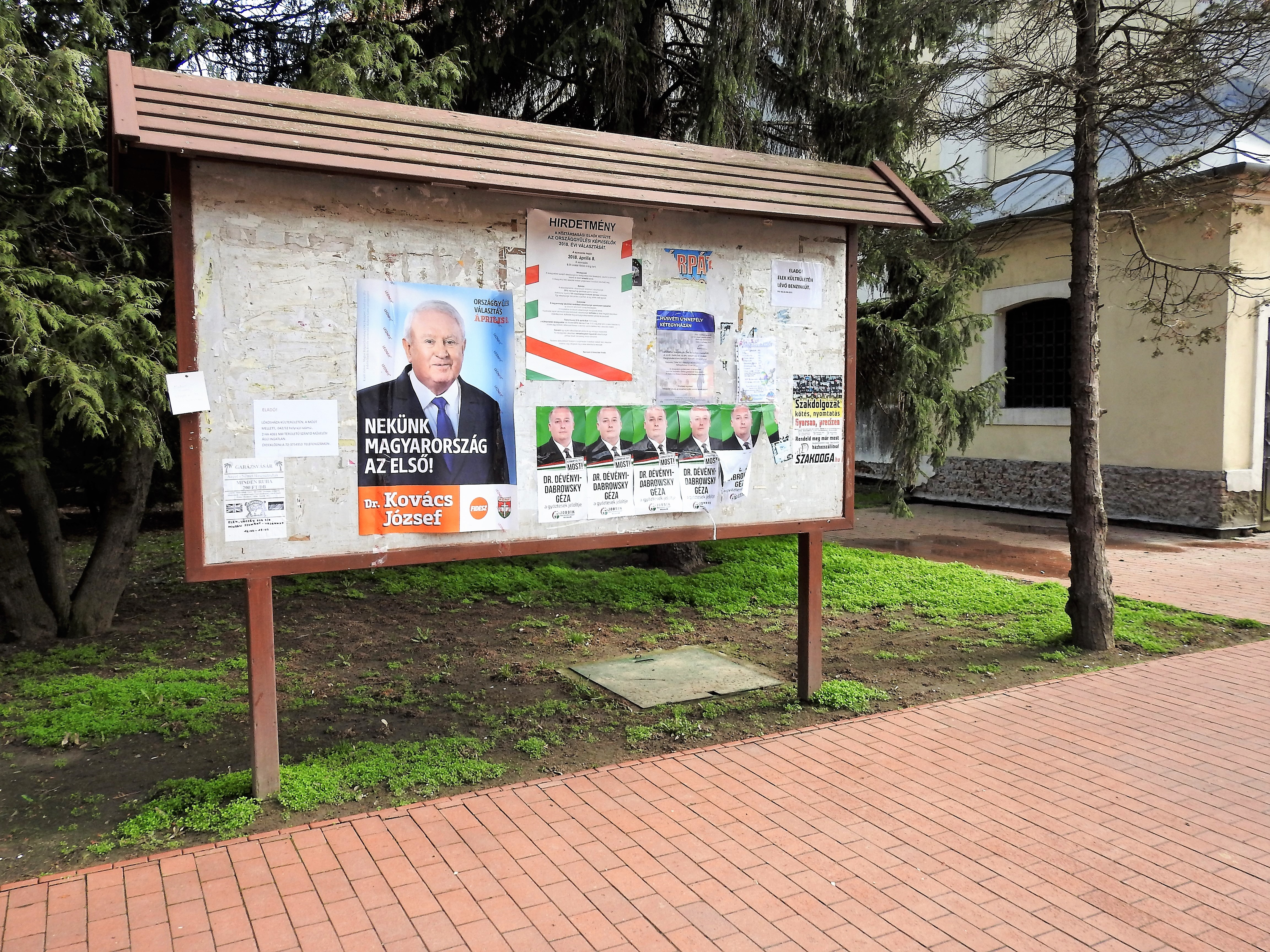
Választási plakátok

### Kampányfőnökök
- Fidesz: Gyürk András
- Jobbik:
- MSZP:
- DK: Molnár Csaba
- LMP: Schmuck Erzsébet
- Együtt:
- Momentum: Soproni Tamás
- MKKP: Sebő Ferenc

### Választási programok
- A 2014–'18-as Országgyűlésben frakcióval rendelkező pártok programjai:

| Párt        | Program címe (alcíme)                                                              | Bemutatásának időpontja |
| ----------- | ---------------------------------------------------------------------------------- | ----------------------- |
| Fidesz–KDNP | Nem publikált programot                                                            | –                       |
| Jobbik      | Magyar szívvel, józan ésszel, tiszta kézzel. A Jobbik 2018-as választási programja | 2018. február 20.       |
| MSZP        | Tegyünk igazságot! A demokratikus, európai Magyarországért                         | 2017. december 9.       |
| LMP         | Választási Program 2018 Hogy a politika valóban más legyen                         | 2017. december 14.      |

- A 2014–'18-as Országgyűlésben frakcióval nem rendelkező pártok programjai:

| Párt      | Program címe (alcíme)                                 | Bemutatásának időpontja |
| --------- | ----------------------------------------------------- | ----------------------- |
| DK        | Sokak Magyarországa A Demokratikus Koalíció programja | 2017. november 18.      |
| Együtt    | Együtt Európai élet az Együtt Magyarországán          | 2017. szeptember 16.    |
| Párbeszéd | Mindenki számít! A Párbeszéd politikai programja      | 2017. július 26.        |
| Momentum  | Indítsuk be Magyarországot!                           | 2017. október 15.       |
| MoMa      | Választási Program                                    | 2018. február           |
| MKKP      | Legyen minden jobb!                                   | 2017. október 22.       |

#### A választási programok fő részletei

##### Fidesz-KDNP
A kormányzó pártok nem közöltek hivatalos választási programot, ígéreteik a vezető kormánypolitikusok beszédeiből rajzolódtak ki, például Orbán Viktor miniszterelnök március 6-ai beszédéből a Magyar Kereskedelmi és Iparkamara Gazdasági évnyitó című budapesti gazdaságpolitikai fórumán:
- Magyarország nem enged be migránsokat, egyaránt ellenállva a belföldi ellenzéki pártok felől és a külföldről érkező nyomásnak
- Évente emelkedő nyugdíj, emelkedő családi adókedvezmény, nyugdíjprémiumok fizetése
- A nők 40 év munka után nyugdíjba vonulhatnak
- 2018–2022 között minden évben csökkennek a munkáltatói adóterhek
- Modern falu program
- A költségvetés kordában tartása
- Budapest–Belgrád-vasútvonal korszerűsítése, Budapest–Varsó és Budapest–Kolozsvár-gyorsvasút
- Demográfiai fordulat

##### Jobbik
A Jobbik programjának fő részletei:
- „Közjogi rendszerváltozás”, arányosabb választási törvény, a népszavazások megkönnyítése, közvetlen köztársasági elnök választás, e-szavazási rendszer bevezetése
- A kerítés megtartása és az önálló határőrség visszaállítása
- Bérunió Nyugat-Európával (azaz jelentős béremelkedés)
- Népesedési program
- A korrupció visszaszorítása és a bűnösök elszámoltatása
- Az oktatás és az egészségügy modernizálása
- Igazságos nyugdíjrendszer bevezetése
- A nők mellett a férfiak is nyugdíjba vonulhassanak 40 év munkaviszony után
- Közlekedéskorszerűsítés, új nemzeti légitársaság
- Az ingyenes wifi kiterjesztése

##### MSZP-Párbeszéd
Az MSZP Tegyünk igazságot! című programjának fő pontjai:
- A magyar bérek érjék el az EU átlagát, senki se keressen kevesebbet nettó 100 ezer forintnál
- Fel kell mondani az Oroszországgal a paksi atomerőmű bővítésére aláírt szerződést
- Adóvisszatérítés a kis- és közepes jövedelműeknek
- Visszahozni a nyugdíjemelés svájci indexálását
- 120 ezer forint nyugdíjkiegészítés az alacsony nyugdíjúaknak
- Szociális minimum: minden magyar állampolgárnak a bejelentett lakcímén egy köbméter víz jelképes áron, 15 köbméter földgáz és 30 kilowatt/óra áram a mai ár feléért
- 50 százalékos családi pótlék emelés
- A Klebelsberg intézményfenntartó központ megszüntetése
- Alkotmányos reform

##### LMP
Az LMP választási programjából:
- Lépések a bürokrácia, a korrupció és az oligarchák ellen, a hatalmi ágak következetes szétválasztásáért
- Patrióta gazdaságpolitika állami nagyberuházások nélkül, megújuló erőforrások, környezetbarát technológiák
- A tájadottságokhoz alkalmazkodó, minőségi terméket és szolgáltatást nyújtó mezőgazdaság
- Magasabb bérek, reform oktatásban, egészségügyben
- Következetes, nyugatbarát külpolitika, pro-európai retorika és reformpártiság, elfordulás az oroszoktól és a törököktől
- Az alkotmány felülvizsgálata, lépések a jogállam megerősítésére
- Támogatják az egyes szomszédos országok magyar kisebbségeinek autonómiáját
- Általános béremelés, a jövedelemadó progresszív csökkentése, egyszerűbb adózás, fellépés az offshore cégek ellen

##### DK
A DK választási programjából: [forrás?]
- Csatlakozás az Európai Ügyészséghez
- A határon túli magyarok szavazati jogának megszüntetése
- A minimálbérnek el kell érnie a létminimumot
- Nyugdíjkorrekció
- A tankötelezettség korhatárának visszaemelése 18 évre
- Az egyházak kiváltságainak és kiemelt állami támogatásának megszüntetése
- A legalapvetőbb szintű áram- gáz- és vízhasználat ingyenessé tétele

##### Együtt
Az Együtt a következő fő ígéreteket tette programjában:
- Igazságos családtámogatás
- Szabad tankönyvválasztás, tandíjmentes felsőoktatás
- Több kiadás egészségügyre
- Korrupcióval szerzett vagyonok „visszavétele”
- Az euró bevezetése

##### Momentum
Az „Indítsuk be Magyarországot!” című program néhány pontja:
- Szél-, földhő- és naperőművek építése, felmondani a paksi atomerőmű korszerűsítési szerződéseit
- Többkulcsos, progresszív adórendszer, adójóváírás az alacsony keresetűeknek, áfacsökkentés, „lakatlansági díj”, dupla munkanélküliségi segély
- Mindenki maga dönthessen, mikor megy nyugdíjba
- Lakbértámogatási program, hosszabb támogatási idő
- Egészségügyi reform
- A korrupció megszüntetése, közvetlen köztársasági elnök választás, az ügyészség kormány alá rendelése, arányosabb választási rendszer, egyéni választókerületek a külhoni magyaroknak
- Az euró bevezetése, lecsapás az orosz propagandára

## Közvélemény-kutatások

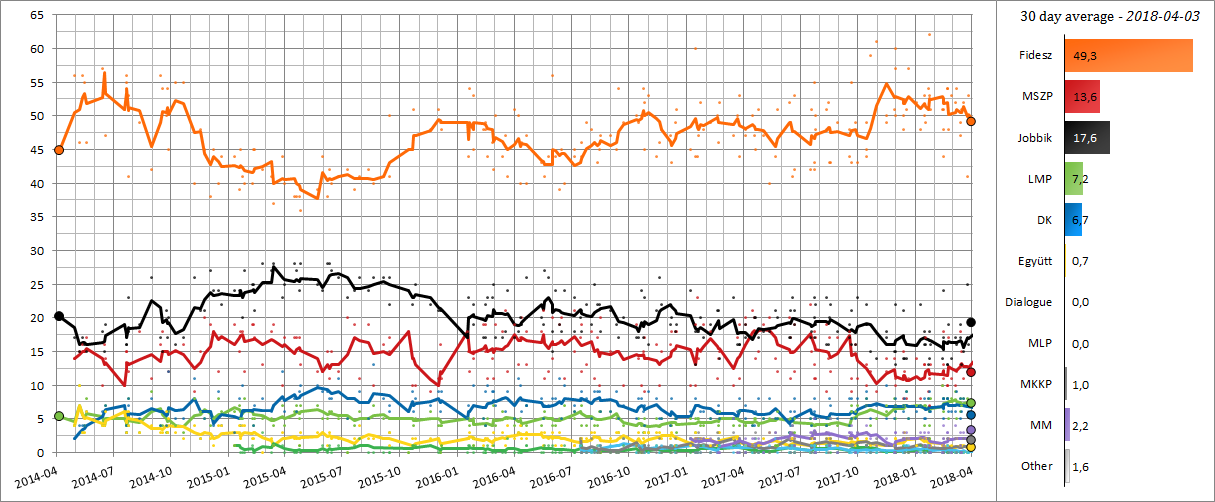
A pártok támogatottsága a biztos pártválasztók körében

| \| Kutatóintézet \| Dátum \| Pártok \| Pártok \| Pártok \| Pártok \| Pártok \| Pártok \| Pártok \| Pártok \| Pártok \| Pártok \| Egyéb[30] \| \| Kutatóintézet \| Dátum \| Fidesz \| Jobbik \| MSZP \| LMP \| DK \| Együtt \| Párbeszéd \| MLP \| Momentum \| MKKP \| Egyéb[30] \| \| -------------- \| ---------------- \| ------ \| ------ \| ------ \| ------ \| ------ \| ------ \| --------- \| ------ \| -------- \| ------ \| --------- \| \| Iránytű[31] \| 2017. július \| 34% \| 16% \| 7% \| 3% \| 3% \| – \| 1% \| – \| 3% \| 2% \| 31% \| \| Nézőpont[32] \| 2017. július \| 30% \| 11% \| 7% \| 2% \| 4% \| 1% \| – \| 1% \| 2% \| 1% \| 41% \| \| Publicus[33] \| 2017. július \| 25% \| 10% \| 13% \| 3% \| 3% \| – \| – \| – \| 2% \| 1% \| 41% \| \| Republikon[34] \| 2017. július \| 30% \| 10% \| 8% \| 3% \| 3% \| 1% \| – \| 1% \| 2% \| – \| 42% \| \| Századvég[35] \| 2017. július \| 32% \| 11% \| 10% \| 3% \| 4% \| 1% \| – \| – \| – \| – \| 39% \| \| ZRI-Závecz[36] \| 2017. július \| 24% \| 13% \| 12% \| 2% \| 4% \| 1% \| 1% \| 1% \| 1% \| 1% \| 38% \| \| Iránytű[37] \| 2017. augusztus \| 31% \| 14% \| 7% \| 4% \| 4% \| 1% \| 1% \| – \| 3% \| 2% \| 33% \| \| Nézőpont[38] \| 2017. augusztus \| 30% \| 11% \| 7% \| 2% \| 4% \| 1% \| – \| 1% \| 2% \| 1% \| 41% \| \| Publicus[39] \| 2017. augusztus \| 24% \| 10% \| 13% \| 3% \| 3% \| 1% \| – \| – \| 2% \| 1% \| 40% \| \| Republikon[40] \| 2017. augusztus \| 30% \| 9% \| 8% \| 3% \| 3% \| 1% \| – \| 1% \| 2% \| – \| 43% \| \| Századvég[41] \| 2017. augusztus \| 33% \| 10% \| 10% \| 4% \| 4% \| 1% \| – \| – \| – \| – \| 38% \| \| ZRI-Závecz[42] \| 2017. augusztus \| 26% \| 13% \| 10% \| 3% \| 4% \| 1% \| – \| 1% \| 1% \| 1% \| 40% \| \| Medián[43] \| 2017. szeptember \| 36% \| 12% \| 7% \| 5% \| 3% \| 1% \| 1% \| – \| 2% \| 1% \| 31% \| \| Nézőpont[44] \| 2017. szeptember \| 30% \| 11% \| 6% \| 3% \| 4% \| 1% \| – \| 1% \| 2% \| 1% \| 41% \| \| Publicus[45] \| 2017. szeptember \| 25% \| 11% \| 12% \| 3% \| 4% \| – \| – \| – \| 2% \| 1% \| 42% \| \| Republikon[46] \| 2017. szeptember \| 31% \| 9% \| 7% \| 4% \| 4% \| 1% \| 1% \| 1% \| 2% \| – \| 40% \| \| Századvég[47] \| 2017. szeptember \| 34% \| 9% \| 10% \| 5% \| 4% \| 1% \| – \| – \| – \| – \| 37% \| \| ZRI-Závecz[48] \| 2017. szeptember \| 27% \| 12% \| 10% \| 4% \| 4% \| 1% \| 1% \| 1% \| 2% \| 1% \| 37% \| \| Iránytű \| 2017. október \| 34% \| 17% \| 6% \| 6% \| 5% \| 1% \| 1% \| – \| 3% \| 1% \| 26% \| \| Medián \| 2017. október \| 40% \| 11% \| 7% \| 4% \| 5% \| 1% \| (Együtt) \| – \| 1% \| 1% \| 30% \| \| Nézőpont \| 2017. október \| 31% \| 10% \| 5% \| 3% \| 4% \| 1% \| – \| 1% \| 2% \| 2% \| 41% \| \| Publicus \| 2017. október \| 26% \| 10% \| 10% \| 5% \| 3% \| – \| – \| – \| 1% \| 1% \| 44% \| \| Republikon \| 2017. október \| 32% \| 9% \| 8% \| 4% \| 3% \| 1% \| – \| 1% \| 2% \| – \| 40% \| \| Századvég \| 2017. október \| 34% \| 9% \| 9% \| 6% \| 5% \| 1% \| – \| – \| – \| – \| 36% \| \| Tárki \| 2017. október \| 39% \| 10% \| 8% \| 3% \| 3% \| 1% \| – \| – \| 1% \| – \| 35% \| \| ZRI-Závecz \| 2017. október \| 30% \| 12% \| 9% \| 5% \| 5% \| 1% \| 1% \| 1% \| 1% \| 1% \| 34% \| \| Iránytű \| 2017. november \| 34% \| 17% \| 6% \| 5% \| 6% \| 1% \| 1% \| – \| – \| 3% \| 27% \| \| Medián \| 2017. november \| 39% \| 11% \| 7% \| 4% \| 5% \| 1% \| (Együtt) \| – \| 1% \| 1% \| 31% \| \| Nézőpont \| 2017. november \| 35% \| 9% \| 5% \| 4% \| 4% \| 1% \| 1% \| 1% \| 2% \| 1% \| 37% \| \| Publicus \| 2017. november \| 27% \| 10% \| 9% \| 5% \| 4% \| 1% \| (Együtt) \| – \| 1% \| 1% \| 42% \| \| Republikon \| 2017. november \| 34% \| 8% \| 7% \| 4% \| 3% \| 1% \| (Együtt) \| 1% \| 2% \| \| 40% \| \| Századvég[49] \| 2017. november \| 36% \| 9% \| 8% \| 7% \| 4% \| 1% \| (Együtt) \| – \| – \| – \| 35% \| \| ZRI-Závecz \| 2017. november \| 31% \| 10% \| 8% \| 5% \| 6% \| 2% \| (Együtt) \| 1% \| 1% \| 1% \| 35% \| \| IDEA \| 2017. december \| 33% \| 13% \| 8% \| 5% \| 8% \| 2% \| 1% \| – \| 2% \| – \| 28% \| \| Iránytű \| 2017. december \| 35% \| 16% \| 6% \| 5% \| 5% \| 1% \| 1% \| – \| 3% \| 1% \| 27% \| \| Nézőpont \| 2017. december \| 37% \| 8% \| 5% \| 4% \| 4% \| 1% \| – \| 1% \| 2% \| 1% \| 37% \| \| Publicus \| 2017. december \| 26% \| 9% \| 9% \| 5% \| 4% \| 1% \| (Együtt) \| – \| 1% \| 1% \| 44% \| \| Republikon \| 2017. december \| 34% \| 10% \| 7% \| 3% \| 3% \| 1% \| (Együtt) \| 1% \| 1% \| – \| 40% \| \| Századvég \| 2017. december \| 36% \| 9% \| 9% \| 6% \| 5% \| 1% \| – \| – \| – \| – \| 34% \| \| ZRI-Závecz \| 2017. december \| 33% \| 9% \| 8% \| 5% \| 5% \| 2% \| (Együtt) \| 1% \| 1% \| 1% \| 35% \| \| IDEA \| 2018. január \| 33% \| 14% \| 8% \| 5% \| 8% \| 2% \| 1% \| – \| 1% \| – \| 28% \| \| Iránytű \| 2018. január \| 33% \| 17% \| 6% \| 5% \| 5% \| 1% \| 1% \| – \| 3% \| – \| 28% \| \| Medián \| 2018. január \| 37% \| 13% \| 8% \| 5% \| 6% \| 1% \| (MSZP) \| – \| 1% \| 1% \| 28% \| \| Nézőpont \| 2018. január \| 40% \| 7% \| 5% \| 3% \| 4% \| 1% \| – \| 1% \| 2% \| 1% \| 36% \| \| Publicus \| 2018. január \| 26% \| 11% \| 11% \| 5% \| 3% \| 1% \| – \| – \| 1% \| – \| 41% \| \| Republikon \| 2018. január \| 32% \| 11% \| 8% \| 3% \| 3% \| 1% \| (MSZP) \| 1% \| 2% \| – \| 39% \| \| Századvég \| 2018. január \| 35% \| 10% \| 8% \| 7% \| 5% \| 1% \| – \| – \| – \| – \| 34% \| \| Tárki \| 2018. január \| 46% \| 11% \| 5% \| 4% \| 5% \| 1% \| 2% \| – \| 1% \| – \| 25% \| \| ZRI-Závecz \| 2018. január \| 33% \| 10% \| 8% \| 4% \| 5% \| 1% \| – \| 1% \| 2% \| 1% \| 35% \| \| IDEA \| 2018. február \| 31% \| 14% \| 8% \| 5% \| 8% \| 1% \| (MSZP) \| – \| 1% \| – \| 32% \| \| Iránytű \| 2018. február \| 31% \| 18% \| 8% \| 5% \| 5% \| – \| (MSZP) \| – \| 3% \| 1% \| 29% \| \| Nézőpont \| 2018. február \| 40% \| 7% \| 5% \| 4% \| 4% \| 1% \| (MSZP) \| 1% \| 2% \| 1% \| 35% \| \| Publicus \| 2018. február \| 26% \| 11% \| 12% \| 6% \| 4% \| – \| – \| – \| – \| 1% \| 40% \| \| Republikon \| 2018. február \| 29% \| 12% \| 11% \| 3% \| 3% \| 1% \| (MSZP) \| (MSZP) \| 1% \| – \| 40% \| \| Századvég \| 2018. február \| 35% \| 8% \| 7% \| 8% \| 6% \| 1% \| (MSZP) \| – \| – \| – \| 35% \| \| Századvég \| 2018. február \| 36% \| 8% \| 8% \| 7% \| 5% \| 1% \| (MSZP) \| – \| – \| – \| 35% \| \| ZRI-Závecz \| 2018. február \| 32% \| 11% \| 9% \| 4% \| 5% \| 1% \| (MSZP) \| 1% \| 2% \| 1% \| 34% \| \| IDEA \| 2018. március \| 31% \| 14% \| 7% \| 4% \| 8% \| 1% \| (MSZP) \| – \| 1% \| – \| 34% \| \| Iránytű \| 2018. március \| 29% \| 18% \| 8% \| 6% \| 5% \| – \| (MSZP) \| – \| 3% \| 1% \| 30% \| \| Medián \| 2018. március \| 39% \| 12% \| 9% \| 4% \| 6% \| 1% \| (MSZP) \| – \| 1% \| – \| 28% \| \| Medián \| 2018. március \| 41% \| 12% \| 9% \| 5% \| 5% \| 1% \| (MSZP) \| – \| 2% \| 1% \| 24% \| \| Nézőpont \| 2018. március \| 41% \| 9% \| 5% \| 4% \| 4% \| – \| (MSZP) \| – \| 2% \| 1% \| 34% \| \| Publicus \| 2018. március \| 27% \| 12% \| 12% \| 6% \| 4% \| – \| (MSZP) \| – \| – \| 1% \| 38% \| \| Publicus \| 2018. március \| 25% \| 14% \| 13% \| 5% \| 3% \| – \| (MSZP) \| – \| 1% \| – \| 39% \| \| Republikon \| 2018. március \| 30% \| 12% \| 11% \| 3% \| 3% \| 1% \| (MSZP) \| (MSZP) \| 1% \| – \| 39% \| \| Századvég \| 2018. március \| 36% \| 9% \| 10% \| 5% \| 5% \| 1% \| (MSZP) \| – \| – \| – \| 34% \| \| ZRI-Závecz \| 2018. március \| 32% \| 14% \| 9% \| 5% \| 4% \| 1% \| (MSZP) \| – \| 2% \| 2% \| 31% \| |                  |        |        |        |        |        |        |           |        |          |        |       |
| Kutatóintézet | Dátum            | Pártok | Pártok | Pártok | Pártok | Pártok | Pártok | Pártok    | Pártok | Pártok   | Pártok | Egyéb |
| Kutatóintézet | Dátum            | Fidesz | Jobbik | MSZP   | LMP    | DK     | Együtt | Párbeszéd | MLP    | Momentum | MKKP   | Egyéb |
| Iránytű | 2017. július     | 34%    | 16%    | 7%     | 3%     | 3%     | –      | 1%        | –      | 3%       | 2%     | 31%   |
| Nézőpont | 2017. július     | 30%    | 11%    | 7%     | 2%     | 4%     | 1%     | –         | 1%     | 2%       | 1%     | 41%   |
| Publicus | 2017. július     | 25%    | 10%    | 13%    | 3%     | 3%     | –      | –         | –      | 2%       | 1%     | 41%   |
| Republikon | 2017. július     | 30%    | 10%    | 8%     | 3%     | 3%     | 1%     | –         | 1%     | 2%       | –      | 42%   |
| Századvég | 2017. július     | 32%    | 11%    | 10%    | 3%     | 4%     | 1%     | –         | –      | –        | –      | 39%   |
| ZRI-Závecz | 2017. július     | 24%    | 13%    | 12%    | 2%     | 4%     | 1%     | 1%        | 1%     | 1%       | 1%     | 38%   |
| Iránytű | 2017. augusztus  | 31%    | 14%    | 7%     | 4%     | 4%     | 1%     | 1%        | –      | 3%       | 2%     | 33%   |
| Nézőpont | 2017. augusztus  | 30%    | 11%    | 7%     | 2%     | 4%     | 1%     | –         | 1%     | 2%       | 1%     | 41%   |
| Publicus | 2017. augusztus  | 24%    | 10%    | 13%    | 3%     | 3%     | 1%     | –         | –      | 2%       | 1%     | 40%   |
| Republikon | 2017. augusztus  | 30%    | 9%     | 8%     | 3%     | 3%     | 1%     | –         | 1%     | 2%       | –      | 43%   |
| Századvég | 2017. augusztus  | 33%    | 10%    | 10%    | 4%     | 4%     | 1%     | –         | –      | –        | –      | 38%   |
| ZRI-Závecz | 2017. augusztus  | 26%    | 13%    | 10%    | 3%     | 4%     | 1%     | –         | 1%     | 1%       | 1%     | 40%   |
| Medián | 2017. szeptember | 36%    | 12%    | 7%     | 5%     | 3%     | 1%     | 1%        | –      | 2%       | 1%     | 31%   |
| Nézőpont | 2017. szeptember | 30%    | 11%    | 6%     | 3%     | 4%     | 1%     | –         | 1%     | 2%       | 1%     | 41%   |
| Publicus | 2017. szeptember | 25%    | 11%    | 12%    | 3%     | 4%     | –      | –         | –      | 2%       | 1%     | 42%   |
| Republikon | 2017. szeptember | 31%    | 9%     | 7%     | 4%     | 4%     | 1%     | 1%        | 1%     | 2%       | –      | 40%   |
| Századvég | 2017. szeptember | 34%    | 9%     | 10%    | 5%     | 4%     | 1%     | –         | –      | –        | –      | 37%   |
| ZRI-Závecz | 2017. szeptember | 27%    | 12%    | 10%    | 4%     | 4%     | 1%     | 1%        | 1%     | 2%       | 1%     | 37%   |
| Iránytű | 2017. október    | 34%    | 17%    | 6%     | 6%     | 5%     | 1%     | 1%        | –      | 3%       | 1%     | 26%   |
| Medián | 2017. október    | 40%    | 11%    | 7%     | 4%     | 5%     | 1%     | (Együtt)  | –      | 1%       | 1%     | 30%   |
| Nézőpont | 2017. október    | 31%    | 10%    | 5%     | 3%     | 4%     | 1%     | –         | 1%     | 2%       | 2%     | 41%   |
| Publicus | 2017. október    | 26%    | 10%    | 10%    | 5%     | 3%     | –      | –         | –      | 1%       | 1%     | 44%   |
| Republikon | 2017. október    | 32%    | 9%     | 8%     | 4%     | 3%     | 1%     | –         | 1%     | 2%       | –      | 40%   |
| Századvég | 2017. október    | 34%    | 9%     | 9%     | 6%     | 5%     | 1%     | –         | –      | –        | –      | 36%   |
| Tárki | 2017. október    | 39%    | 10%    | 8%     | 3%     | 3%     | 1%     | –         | –      | 1%       | –      | 35%   |
| ZRI-Závecz | 2017. október    | 30%    | 12%    | 9%     | 5%     | 5%     | 1%     | 1%        | 1%     | 1%       | 1%     | 34%   |
| Iránytű | 2017. november   | 34%    | 17%    | 6%     | 5%     | 6%     | 1%     | 1%        | –      | –        | 3%     | 27%   |
| Medián | 2017. november   | 39%    | 11%    | 7%     | 4%     | 5%     | 1%     | (Együtt)  | –      | 1%       | 1%     | 31%   |
| Nézőpont | 2017. november   | 35%    | 9%     | 5%     | 4%     | 4%     | 1%     | 1%        | 1%     | 2%       | 1%     | 37%   |
| Publicus | 2017. november   | 27%    | 10%    | 9%     | 5%     | 4%     | 1%     | (Együtt)  | –      | 1%       | 1%     | 42%   |
| Republikon | 2017. november   | 34%    | 8%     | 7%     | 4%     | 3%     | 1%     | (Együtt)  | 1%     | 2%       |        | 40%   |
| Századvég | 2017. november   | 36%    | 9%     | 8%     | 7%     | 4%     | 1%     | (Együtt)  | –      | –        | –      | 35%   |
| ZRI-Závecz | 2017. november   | 31%    | 10%    | 8%     | 5%     | 6%     | 2%     | (Együtt)  | 1%     | 1%       | 1%     | 35%   |
| IDEA | 2017. december   | 33%    | 13%    | 8%     | 5%     | 8%     | 2%     | 1%        | –      | 2%       | –      | 28%   |
| Iránytű | 2017. december   | 35%    | 16%    | 6%     | 5%     | 5%     | 1%     | 1%        | –      | 3%       | 1%     | 27%   |
| Nézőpont | 2017. december   | 37%    | 8%     | 5%     | 4%     | 4%     | 1%     | –         | 1%     | 2%       | 1%     | 37%   |
| Publicus | 2017. december   | 26%    | 9%     | 9%     | 5%     | 4%     | 1%     | (Együtt)  | –      | 1%       | 1%     | 44%   |
| Republikon | 2017. december   | 34%    | 10%    | 7%     | 3%     | 3%     | 1%     | (Együtt)  | 1%     | 1%       | –      | 40%   |
| Századvég | 2017. december   | 36%    | 9%     | 9%     | 6%     | 5%     | 1%     | –         | –      | –        | –      | 34%   |
| ZRI-Závecz | 2017. december   | 33%    | 9%     | 8%     | 5%     | 5%     | 2%     | (Együtt)  | 1%     | 1%       | 1%     | 35%   |
| IDEA | 2018. január     | 33%    | 14%    | 8%     | 5%     | 8%     | 2%     | 1%        | –      | 1%       | –      | 28%   |
| Iránytű | 2018. január     | 33%    | 17%    | 6%     | 5%     | 5%     | 1%     | 1%        | –      | 3%       | –      | 28%   |
| Medián | 2018. január     | 37%    | 13%    | 8%     | 5%     | 6%     | 1%     | (MSZP)    | –      | 1%       | 1%     | 28%   |
| Nézőpont | 2018. január     | 40%    | 7%     | 5%     | 3%     | 4%     | 1%     | –         | 1%     | 2%       | 1%     | 36%   |
| Publicus | 2018. január     | 26%    | 11%    | 11%    | 5%     | 3%     | 1%     | –         | –      | 1%       | –      | 41%   |
| Republikon | 2018. január     | 32%    | 11%    | 8%     | 3%     | 3%     | 1%     | (MSZP)    | 1%     | 2%       | –      | 39%   |
| Századvég | 2018. január     | 35%    | 10%    | 8%     | 7%     | 5%     | 1%     | –         | –      | –        | –      | 34%   |
| Tárki | 2018. január     | 46%    | 11%    | 5%     | 4%     | 5%     | 1%     | 2%        | –      | 1%       | –      | 25%   |
| ZRI-Závecz | 2018. január     | 33%    | 10%    | 8%     | 4%     | 5%     | 1%     | –         | 1%     | 2%       | 1%     | 35%   |
| IDEA | 2018. február    | 31%    | 14%    | 8%     | 5%     | 8%     | 1%     | (MSZP)    | –      | 1%       | –      | 32%   |
| Iránytű | 2018. február    | 31%    | 18%    | 8%     | 5%     | 5%     | –      | (MSZP)    | –      | 3%       | 1%     | 29%   |
| Nézőpont | 2018. február    | 40%    | 7%     | 5%     | 4%     | 4%     | 1%     | (MSZP)    | 1%     | 2%       | 1%     | 35%   |
| Publicus | 2018. február    | 26%    | 11%    | 12%    | 6%     | 4%     | –      | –         | –      | –        | 1%     | 40%   |
| Republikon | 2018. február    | 29%    | 12%    | 11%    | 3%     | 3%     | 1%     | (MSZP)    | (MSZP) | 1%       | –      | 40%   |
| Századvég | 2018. február    | 35%    | 8%     | 7%     | 8%     | 6%     | 1%     | (MSZP)    | –      | –        | –      | 35%   |
| Századvég | 2018. február    | 36%    | 8%     | 8%     | 7%     | 5%     | 1%     | (MSZP)    | –      | –        | –      | 35%   |
| ZRI-Závecz | 2018. február    | 32%    | 11%    | 9%     | 4%     | 5%     | 1%     | (MSZP)    | 1%     | 2%       | 1%     | 34%   |
| IDEA | 2018. március    | 31%    | 14%    | 7%     | 4%     | 8%     | 1%     | (MSZP)    | –      | 1%       | –      | 34%   |
| Iránytű | 2018. március    | 29%    | 18%    | 8%     | 6%     | 5%     | –      | (MSZP)    | –      | 3%       | 1%     | 30%   |
| Medián | 2018. március    | 39%    | 12%    | 9%     | 4%     | 6%     | 1%     | (MSZP)    | –      | 1%       | –      | 28%   |
| Medián | 2018. március    | 41%    | 12%    | 9%     | 5%     | 5%     | 1%     | (MSZP)    | –      | 2%       | 1%     | 24%   |
| Nézőpont | 2018. március    | 41%    | 9%     | 5%     | 4%     | 4%     | –      | (MSZP)    | –      | 2%       | 1%     | 34%   |
| Publicus | 2018. március    | 27%    | 12%    | 12%    | 6%     | 4%     | –      | (MSZP)    | –      | –        | 1%     | 38%   |
| Publicus | 2018. március    | 25%    | 14%    | 13%    | 5%     | 3%     | –      | (MSZP)    | –      | 1%       | –      | 39%   |
| Republikon | 2018. március    | 30%    | 12%    | 11%    | 3%     | 3%     | 1%     | (MSZP)    | (MSZP) | 1%       | –      | 39%   |
| Századvég | 2018. március    | 36%    | 9%     | 10%    | 5%     | 5%     | 1%     | (MSZP)    | –      | –        | –      | 34%   |
| ZRI-Závecz | 2018. március    | 32%    | 14%    | 9%     | 5%     | 4%     | 1%     | (MSZP)    | –      | 2%       | 2%     | 31%   |

| \| Kutatóintézet \| Dátum \| Pártok \| Pártok \| Pártok \| Pártok \| Pártok \| Pártok \| Pártok \| Pártok \| Pártok \| Pártok \| Pártok \| \| Kutatóintézet \| Dátum \| Fidesz \| Jobbik \| MSZP \| LMP \| DK \| Együtt \| Párbeszéd \| MLP \| Momentum \| MKKP \| Egyéb[50] \| \| -------------- \| ---------------- \| ------ \| ------ \| ------ \| ------ \| ------ \| ------ \| --------- \| ------ \| -------- \| ------ \| --------- \| \| Iránytű[31] \| 2017. július \| 50% \| 22% \| 11% \| 3% \| 5% \| 1% \| 1% \| – \| 3% \| 4% \| – \| \| Nézőpont[32] \| 2017. július \| 43% \| 23% \| 13% \| 4% \| 6% \| 2% \| – \| 1% \| 5% \| 2% \| 1% \| \| Publicus[33] \| 2017. július \| 50% \| 17% \| 19% \| 3% \| 3% \| 1% \| 1% \| 1% \| 3% \| – \| 1% \| \| Republikon[34] \| 2017. július \| 51% \| 18% \| 15% \| 4% \| 4% \| 1% \| 1% \| 1% \| 3% \| – \| 1% \| \| Századvég[35] \| 2017. július \| 48% \| 19% \| 17% \| 5% \| 5% \| 1% \| – \| – \| – \| – \| 5% \| \| ZRI-Závecz[36] \| 2017. július \| 42% \| 20% \| 18% \| 4% \| 8% \| 2% \| 1% \| 1% \| 2% \| 2% \| 1% \| \| Iránytű[37] \| 2017. augusztus \| 51% \| 23% \| 9% \| 4% \| 5% \| 1% \| 1% \| – \| 3% \| 3% \| – \| \| Nézőpont[38] \| 2017. augusztus \| 43% \| 22% \| 12% \| 5% \| 7% \| 2% \| – \| 1% \| 5% \| 2% \| 1% \| \| Publicus[39] \| 2017. augusztus \| 48% \| 16% \| 19% \| 4% \| 4% \| 1% \| – \| – \| 3% \| 2% \| 2% \| \| Republikon[40] \| 2017. augusztus \| 52% \| 16% \| 14% \| 5% \| 5% \| 2% \| 1% \| 1% \| 3% \| – \| 1% \| \| Századvég[41] \| 2017. augusztus \| 49% \| 18% \| 17% \| 4% \| 5% \| 1% \| – \| – \| – \| – \| 6% \| \| ZRI-Závecz[42] \| 2017. augusztus \| 43% \| 20% \| 17% \| 5% \| 8% \| 2% \| 1% \| 1% \| 1% \| 1% \| 1% \| \| Medián[43] \| 2017. szeptember \| 55% \| 16% \| 9% \| 7% \| 5% \| 2% \| 1% \| – \| 3% \| 1% \| 1% \| \| Nézőpont[44] \| 2017. szeptember \| 43% \| 21% \| 11% \| 6% \| 8% \| 2% \| 1% \| 1% \| 4% \| 2% \| 1% \| \| Publicus[45] \| 2017. szeptember \| 48% \| 17% \| 18% \| 4% \| 4% \| 1% \| – \| – \| 3% \| 2% \| 3% \| \| Republikon[46] \| 2017. szeptember \| 53% \| 15% \| 11% \| 6% \| 6% \| 2% \| 2% \| 1% \| 3% \| – \| 1% \| \| Századvég[47] \| 2017. szeptember \| 49% \| 16% \| 16% \| 6% \| 5% \| 1% \| – \| – \| – \| – \| 7% \| \| ZRI-Závecz[48] \| 2017. szeptember \| 44% \| 19% \| 17% \| 4% \| 8% \| 2% \| 1% \| 1% \| 3% \| 1% \| – \| \| Iránytű \| 2017. október \| 49% \| 22% \| 7% \| 8% \| 7% \| 1% \| 1% \| – \| 3% \| 1% \| 1% \| \| Medián \| 2017. október \| 61% \| 14% \| 9% \| 5% \| 7% \| 1% \| (Együtt) \| – \| 1% \| 2% \| – \| \| Nézőpont \| 2017. október \| 44% \| 19% \| 10% \| 7% \| 8% \| 2% \| 1% \| 1% \| 4% \| 3% \| 1% \| \| Publicus \| 2017. október \| 49% \| 17% \| 15% \| 7% \| 4% \| – \| – \| – \| 2% \| 2% \| 4% \| \| Republikon \| 2017. október \| 54% \| 15% \| 12% \| 6% \| 5% \| 2% \| 1% \| 1% \| 3% \| – \| 1% \| \| Századvég \| 2017. október \| 50% \| 16% \| 16% \| 7% \| 5% \| 1% \| – \| – \| – \| – \| 5% \| \| Tárki \| 2017. október \| 59% \| 15% \| 12% \| 4% \| 5% \| 1% \| – \| – \| 2% \| – \| 2% \| \| ZRI-Závecz \| 2017. október \| 45% \| 19% \| 13% \| 6% \| 9% \| 1% \| 1% \| 1% \| 3% \| 1% \| 1% \| \| Iránytű \| 2017. november \| 50% \| 22% \| 7% \| 7% \| 8% \| 1% \| 1% \| – \| 1% \| 3% \| 1% \| \| Medián \| 2017. november \| 60% \| 15% \| 10% \| 5% \| 7% \| 2% \| (Együtt) \| – \| – \| 1% \| – \| \| Nézőpont \| 2017. november \| 48% \| 16% \| 9% \| 8% \| 8% \| 2% \| 1% \| 1% \| 4% \| 2% \| 1% \| \| Publicus \| 2017. november \| 50% \| 17% \| 14% \| 7% \| 5% \| 1% \| (Együtt) \| – \| 1% \| 1% \| 2% \| \| Republikon \| 2017. november \| 57% \| 13% \| 11% \| 6% \| 6% \| 2% \| (Együtt) \| 1% \| 3% \| – \| 2% \| \| Századvég[49] \| 2017. november \| 51% \| 15% \| 14% \| 8% \| 5% \| 1% \| (Együtt) \| – \| – \| – \| 6% \| \| ZRI-Závecz \| 2017. november \| 49% \| 18% \| 12% \| 6% \| 10% \| 1% \| (Együtt) \| 1% \| 2% \| 1% \| – \| \| IDEA \| 2017. december \| 38% \| 17% \| 12% \| 6% \| 13% \| 3% \| 2% \| – \| 3% \| – \| 6% \| \| Iránytű \| 2017. december \| 50% \| 21% \| 8% \| 7% \| 7% \| 2% \| 1% \| – \| 3% \| 2% \| – \| \| Nézőpont \| 2017. december \| 51% \| 14% \| 8% \| 9% \| 9% \| 2% \| 1% \| 1% \| 3% \| 2% \| – \| \| Publicus \| 2017. december \| 48% \| 14% \| 15% \| 7% \| 6% \| 2% \| (Együtt) \| – \| 2% \| 2% \| 4% \| \| Republikon \| 2017. december \| 57% \| 16% \| 11% \| 5% \| 5% \| 2% \| (Együtt) \| 1% \| 2% \| – \| 1% \| \| Századvég \| 2017. december \| 52% \| 16% \| 14% \| 7% \| 6% \| 1% \| – \| – \| – \| – \| 4% \| \| ZRI-Závecz \| 2017. december \| 52% \| 14% \| 12% \| 7% \| 8% \| 3% \| (Együtt) \| 1% \| 2% \| 2% \| 1% \| \| IDEA \| 2018. január \| 40% \| 17% \| 10% \| 6% \| 12% \| 3% \| 1% \| – \| 2% \| – \| 9% \| \| Iránytű \| 2018. január \| 48% \| 22% \| 8% \| 7% \| 7% \| 2% \| 1% \| – \| 3% \| 2% \| – \| \| Medián \| 2018. január \| 53% \| 18% \| 11% \| 6% \| 9% \| 1% \| (MSZP) \| – \| 1% \| – \| – \| \| Nézőpont \| 2018. január \| 54% \| 13% \| 9% \| 8% \| 8% \| 1% \| 1% \| 1% \| 3% \| 2% \| – \| \| Publicus \| 2018. január \| 49% \| 16% \| 17% \| 7% \| 5% \| 2% \| – \| – \| 1% \| 1% \| 3% \| \| Republikon \| 2018. január \| 53% \| 18% \| 13% \| 4% \| 5% \| 2% \| (MSZP) \| 1% \| 3% \| – \| 1% \| \| Századvég \| 2018. január \| 51% \| 16% \| 13% \| 8% \| 6% \| 1% \| – \| – \| – \| – \| 5% \| \| Tárki \| 2018. január \| 62% \| 14% \| 7% \| 5% \| 6% \| 2% \| 2% \| – \| 1% \| – \| 1% \| \| ZRI-Závecz \| 2018. január \| 50% \| 16% \| 13% \| 7% \| 8% \| 1% \| – \| 1% \| 2% \| 1% \| 1% \| \| IDEA \| 2018. február \| 36% \| 19% \| 13% \| 8% \| 13% \| 1% \| (MSZP) \| – \| 2% \| – \| 8% \| \| Iránytű \| 2018. február \| 44% \| 24% \| 11% \| 8% \| 8% \| – \| (MSZP) \| – \| 4% \| – \| 1% \| \| Nézőpont \| 2018. február \| 54% \| 13% \| 9% \| 8% \| 8% \| 1% \| (MSZP) \| 1% \| 3% \| 2% \| – \| \| Publicus \| 2018. február \| 48% \| 16% \| 18% \| 8% \| 5% \| – \| – \| – \| 1% \| 2% \| 2% \| \| Republikon \| 2018. február \| 48% \| 18% \| 17% \| 5% \| 6% \| 2% \| (MSZP) \| (MSZP) \| 2% \| – \| 1% \| \| Századvég \| 2018. február \| 51% \| 14% \| 10% \| 10% \| 7% \| 1% \| (MSZP) \| – \| – \| – \| 7% \| \| Századvég \| 2018. február \| 53% \| 14% \| 11% \| 8% \| 6% \| 1% \| (MSZP) \| – \| – \| – \| 7% \| \| ZRI-Závecz \| 2018. február \| 51% \| 17% \| 13% \| 6% \| 8% \| 1% \| (MSZP) \| 1% \| 2% \| 1% \| – \| \| IDEA \| 2018. március \| 39% \| 21% \| 12% \| 6% \| 13% \| 2% \| (MSZP) \| – \| 1% \| – \| 6% \| \| Iránytű \| 2018. március \| 41% \| 25% \| 12% \| 8% \| 7% \| – \| (MSZP) \| – \| 3% \| 2% \| 2% \| \| Medián \| 2018. március \| 54% \| 16% \| 12% \| 5% \| 9% \| 2% \| (MSZP) \| – \| 2% \| – \| – \| \| Medián \| 2018. március \| 53% \| 16% \| 12% \| 7% \| 6% \| 1% \| (MSZP) \| – \| 2% \| 2% \| 1% \| \| Nézőpont \| 2018. március \| 52% \| 15% \| 11% \| 8% \| 8% \| – \| (MSZP) \| – \| 3% \| 2% \| 1% \| \| Publicus \| 2018. március \| 49% \| 17% \| 18% \| 8% \| 5% \| 1% \| (MSZP) \| – \| 1% \| 1% \| – \| \| Publicus \| 2018. március \| 45% \| 20% \| 19% \| 7% \| 5% \| – \| (MSZP) \| – \| 2% \| – \| 2% \| \| Republikon \| 2018. március \| 49% \| 19% \| 17% \| 4% \| 6% \| 2% \| (MSZP) \| (MSZP) \| 2% \| – \| 2% \| \| Századvég \| 2018. március \| 51% \| 13% \| 15% \| 7% \| 6% \| 1% \| (MSZP) \| – \| – \| – \| 7% \| \| ZRI-Závecz \| 2018. március \| 47% \| 19% \| 13% \| 6% \| 8% \| 1% \| (MSZP) \| – \| 3% \| 2% \| 1% \| |                  |        |        |        |        |        |        |           |        |          |        |        |
| Kutatóintézet | Dátum            | Pártok | Pártok | Pártok | Pártok | Pártok | Pártok | Pártok    | Pártok | Pártok   | Pártok | Pártok |
| Kutatóintézet | Dátum            | Fidesz | Jobbik | MSZP   | LMP    | DK     | Együtt | Párbeszéd | MLP    | Momentum | MKKP   | Egyéb  |
| Iránytű | 2017. július     | 50%    | 22%    | 11%    | 3%     | 5%     | 1%     | 1%        | –      | 3%       | 4%     | –      |
| Nézőpont | 2017. július     | 43%    | 23%    | 13%    | 4%     | 6%     | 2%     | –         | 1%     | 5%       | 2%     | 1%     |
| Publicus | 2017. július     | 50%    | 17%    | 19%    | 3%     | 3%     | 1%     | 1%        | 1%     | 3%       | –      | 1%     |
| Republikon | 2017. július     | 51%    | 18%    | 15%    | 4%     | 4%     | 1%     | 1%        | 1%     | 3%       | –      | 1%     |
| Századvég | 2017. július     | 48%    | 19%    | 17%    | 5%     | 5%     | 1%     | –         | –      | –        | –      | 5%     |
| ZRI-Závecz | 2017. július     | 42%    | 20%    | 18%    | 4%     | 8%     | 2%     | 1%        | 1%     | 2%       | 2%     | 1%     |
| Iránytű | 2017. augusztus  | 51%    | 23%    | 9%     | 4%     | 5%     | 1%     | 1%        | –      | 3%       | 3%     | –      |
| Nézőpont | 2017. augusztus  | 43%    | 22%    | 12%    | 5%     | 7%     | 2%     | –         | 1%     | 5%       | 2%     | 1%     |
| Publicus | 2017. augusztus  | 48%    | 16%    | 19%    | 4%     | 4%     | 1%     | –         | –      | 3%       | 2%     | 2%     |
| Republikon | 2017. augusztus  | 52%    | 16%    | 14%    | 5%     | 5%     | 2%     | 1%        | 1%     | 3%       | –      | 1%     |
| Századvég | 2017. augusztus  | 49%    | 18%    | 17%    | 4%     | 5%     | 1%     | –         | –      | –        | –      | 6%     |
| ZRI-Závecz | 2017. augusztus  | 43%    | 20%    | 17%    | 5%     | 8%     | 2%     | 1%        | 1%     | 1%       | 1%     | 1%     |
| Medián | 2017. szeptember | 55%    | 16%    | 9%     | 7%     | 5%     | 2%     | 1%        | –      | 3%       | 1%     | 1%     |
| Nézőpont | 2017. szeptember | 43%    | 21%    | 11%    | 6%     | 8%     | 2%     | 1%        | 1%     | 4%       | 2%     | 1%     |
| Publicus | 2017. szeptember | 48%    | 17%    | 18%    | 4%     | 4%     | 1%     | –         | –      | 3%       | 2%     | 3%     |
| Republikon | 2017. szeptember | 53%    | 15%    | 11%    | 6%     | 6%     | 2%     | 2%        | 1%     | 3%       | –      | 1%     |
| Századvég | 2017. szeptember | 49%    | 16%    | 16%    | 6%     | 5%     | 1%     | –         | –      | –        | –      | 7%     |
| ZRI-Závecz | 2017. szeptember | 44%    | 19%    | 17%    | 4%     | 8%     | 2%     | 1%        | 1%     | 3%       | 1%     | –      |
| Iránytű | 2017. október    | 49%    | 22%    | 7%     | 8%     | 7%     | 1%     | 1%        | –      | 3%       | 1%     | 1%     |
| Medián | 2017. október    | 61%    | 14%    | 9%     | 5%     | 7%     | 1%     | (Együtt)  | –      | 1%       | 2%     | –      |
| Nézőpont | 2017. október    | 44%    | 19%    | 10%    | 7%     | 8%     | 2%     | 1%        | 1%     | 4%       | 3%     | 1%     |
| Publicus | 2017. október    | 49%    | 17%    | 15%    | 7%     | 4%     | –      | –         | –      | 2%       | 2%     | 4%     |
| Republikon | 2017. október    | 54%    | 15%    | 12%    | 6%     | 5%     | 2%     | 1%        | 1%     | 3%       | –      | 1%     |
| Századvég | 2017. október    | 50%    | 16%    | 16%    | 7%     | 5%     | 1%     | –         | –      | –        | –      | 5%     |
| Tárki | 2017. október    | 59%    | 15%    | 12%    | 4%     | 5%     | 1%     | –         | –      | 2%       | –      | 2%     |
| ZRI-Závecz | 2017. október    | 45%    | 19%    | 13%    | 6%     | 9%     | 1%     | 1%        | 1%     | 3%       | 1%     | 1%     |
| Iránytű | 2017. november   | 50%    | 22%    | 7%     | 7%     | 8%     | 1%     | 1%        | –      | 1%       | 3%     | 1%     |
| Medián | 2017. november   | 60%    | 15%    | 10%    | 5%     | 7%     | 2%     | (Együtt)  | –      | –        | 1%     | –      |
| Nézőpont | 2017. november   | 48%    | 16%    | 9%     | 8%     | 8%     | 2%     | 1%        | 1%     | 4%       | 2%     | 1%     |
| Publicus | 2017. november   | 50%    | 17%    | 14%    | 7%     | 5%     | 1%     | (Együtt)  | –      | 1%       | 1%     | 2%     |
| Republikon | 2017. november   | 57%    | 13%    | 11%    | 6%     | 6%     | 2%     | (Együtt)  | 1%     | 3%       | –      | 2%     |
| Századvég | 2017. november   | 51%    | 15%    | 14%    | 8%     | 5%     | 1%     | (Együtt)  | –      | –        | –      | 6%     |
| ZRI-Závecz | 2017. november   | 49%    | 18%    | 12%    | 6%     | 10%    | 1%     | (Együtt)  | 1%     | 2%       | 1%     | –      |
| IDEA | 2017. december   | 38%    | 17%    | 12%    | 6%     | 13%    | 3%     | 2%        | –      | 3%       | –      | 6%     |
| Iránytű | 2017. december   | 50%    | 21%    | 8%     | 7%     | 7%     | 2%     | 1%        | –      | 3%       | 2%     | –      |
| Nézőpont | 2017. december   | 51%    | 14%    | 8%     | 9%     | 9%     | 2%     | 1%        | 1%     | 3%       | 2%     | –      |
| Publicus | 2017. december   | 48%    | 14%    | 15%    | 7%     | 6%     | 2%     | (Együtt)  | –      | 2%       | 2%     | 4%     |
| Republikon | 2017. december   | 57%    | 16%    | 11%    | 5%     | 5%     | 2%     | (Együtt)  | 1%     | 2%       | –      | 1%     |
| Századvég | 2017. december   | 52%    | 16%    | 14%    | 7%     | 6%     | 1%     | –         | –      | –        | –      | 4%     |
| ZRI-Závecz | 2017. december   | 52%    | 14%    | 12%    | 7%     | 8%     | 3%     | (Együtt)  | 1%     | 2%       | 2%     | 1%     |
| IDEA | 2018. január     | 40%    | 17%    | 10%    | 6%     | 12%    | 3%     | 1%        | –      | 2%       | –      | 9%     |
| Iránytű | 2018. január     | 48%    | 22%    | 8%     | 7%     | 7%     | 2%     | 1%        | –      | 3%       | 2%     | –      |
| Medián | 2018. január     | 53%    | 18%    | 11%    | 6%     | 9%     | 1%     | (MSZP)    | –      | 1%       | –      | –      |
| Nézőpont | 2018. január     | 54%    | 13%    | 9%     | 8%     | 8%     | 1%     | 1%        | 1%     | 3%       | 2%     | –      |
| Publicus | 2018. január     | 49%    | 16%    | 17%    | 7%     | 5%     | 2%     | –         | –      | 1%       | 1%     | 3%     |
| Republikon | 2018. január     | 53%    | 18%    | 13%    | 4%     | 5%     | 2%     | (MSZP)    | 1%     | 3%       | –      | 1%     |
| Századvég | 2018. január     | 51%    | 16%    | 13%    | 8%     | 6%     | 1%     | –         | –      | –        | –      | 5%     |
| Tárki | 2018. január     | 62%    | 14%    | 7%     | 5%     | 6%     | 2%     | 2%        | –      | 1%       | –      | 1%     |
| ZRI-Závecz | 2018. január     | 50%    | 16%    | 13%    | 7%     | 8%     | 1%     | –         | 1%     | 2%       | 1%     | 1%     |
| IDEA | 2018. február    | 36%    | 19%    | 13%    | 8%     | 13%    | 1%     | (MSZP)    | –      | 2%       | –      | 8%     |
| Iránytű | 2018. február    | 44%    | 24%    | 11%    | 8%     | 8%     | –      | (MSZP)    | –      | 4%       | –      | 1%     |
| Nézőpont | 2018. február    | 54%    | 13%    | 9%     | 8%     | 8%     | 1%     | (MSZP)    | 1%     | 3%       | 2%     | –      |
| Publicus | 2018. február    | 48%    | 16%    | 18%    | 8%     | 5%     | –      | –         | –      | 1%       | 2%     | 2%     |
| Republikon | 2018. február    | 48%    | 18%    | 17%    | 5%     | 6%     | 2%     | (MSZP)    | (MSZP) | 2%       | –      | 1%     |
| Századvég | 2018. február    | 51%    | 14%    | 10%    | 10%    | 7%     | 1%     | (MSZP)    | –      | –        | –      | 7%     |
| Századvég | 2018. február    | 53%    | 14%    | 11%    | 8%     | 6%     | 1%     | (MSZP)    | –      | –        | –      | 7%     |
| ZRI-Závecz | 2018. február    | 51%    | 17%    | 13%    | 6%     | 8%     | 1%     | (MSZP)    | 1%     | 2%       | 1%     | –      |
| IDEA | 2018. március    | 39%    | 21%    | 12%    | 6%     | 13%    | 2%     | (MSZP)    | –      | 1%       | –      | 6%     |
| Iránytű | 2018. március    | 41%    | 25%    | 12%    | 8%     | 7%     | –      | (MSZP)    | –      | 3%       | 2%     | 2%     |
| Medián | 2018. március    | 54%    | 16%    | 12%    | 5%     | 9%     | 2%     | (MSZP)    | –      | 2%       | –      | –      |
| Medián | 2018. március    | 53%    | 16%    | 12%    | 7%     | 6%     | 1%     | (MSZP)    | –      | 2%       | 2%     | 1%     |
| Nézőpont | 2018. március    | 52%    | 15%    | 11%    | 8%     | 8%     | –      | (MSZP)    | –      | 3%       | 2%     | 1%     |
| Publicus | 2018. március    | 49%    | 17%    | 18%    | 8%     | 5%     | 1%     | (MSZP)    | –      | 1%       | 1%     | –      |
| Publicus | 2018. március    | 45%    | 20%    | 19%    | 7%     | 5%     | –      | (MSZP)    | –      | 2%       | –      | 2%     |
| Republikon | 2018. március    | 49%    | 19%    | 17%    | 4%     | 6%     | 2%     | (MSZP)    | (MSZP) | 2%       | –      | 2%     |
| Századvég | 2018. március    | 51%    | 13%    | 15%    | 7%     | 6%     | 1%     | (MSZP)    | –      | –        | –      | 7%     |
| ZRI-Závecz | 2018. március    | 47%    | 19%    | 13%    | 6%     | 8%     | 1%     | (MSZP)    | –      | 3%       | 2%     | 1%     |

## Jelöltek és listák
A Nemzeti Választási Iroda adatai szerint az országgyűlési választásra 100 párt regisztrálta magát. Minden jelölt és az országos listát állító pártok a Választási törvény (2013. évi LXXXVII. törvény) értelmében a választási kampányhoz állami támogatásban részesülnek.

### Egyéni jelöltek támogatásának mértéke
A 2013. évi LXXXVII. törvény, valamint az országgyűlési képviselők választása kampányköltségeinek támogatásáról szóló 69/2013. (XII. 29.) NGM rendelet alapján 2018. évben minden egyéni választókerületi képviselőjelölt az országgyűlési képviselők választásán 1 025 014 Ft támogatásra jogosult.

### Párttámogatás mértéke
A fenti törvény alapján a 2014. évben a párttámogatás alapja az országgyűlési képviselők általános választásán megszerezhető összes mandátum és ötmillió forintnak a szorzata volt. Ezt a fogyasztói árindexszel évente növelni kell, így 2018-ban a párttámogatás alapja 1 019 888 699 Ft. A fenti összeg
- 15%-ával megegyező összegű támogatásra (152 983 305 Ft) jogosult a párt, ha legalább huszonhét,
- 30%-ával megegyező összegű támogatásra (305 966 610 Ft) jogosult a párt, ha legalább ötvennégy,
- 45%-ával megegyező összegű támogatásra (458 949 915 Ft) jogosult a párt, ha legalább nyolcvan,
- 60%-ával megegyező összegű támogatásra (611 933 219 Ft) jogosult a párt, ha minden egyéni választókerületben jelöltet állított.

Közös pártlistát állító pártok egy pártnak tekintendők.

### Indulni kívánó pártok
A Nemzeti Választási Bizottság 2018. március 10-ig a következő, a választáson indulni kívánó jelölő szervezeteket (pártokat és országos nemzetiségi önkormányzatokat) vette nyilvántartásba (zárójelben a rövidítés, illetve nyilvántartásba vétel dátuma):
| Nyilvántartásba vett jelölő szervezetek |
| --- |
| 1. A BAL – Balpárt (A BAL) (2018. február 5.) 2. A Haza Pártja (A HAZA PÁRTJA) (2018. január 19.) 3. A Magyar Vállalkozók és Munkaadók Pártja (MVMP) (2018. február 5.) 4. A Mi Pártunk-IMA (IMA) (2018. január 22.) 5. Alternatív Magyar Néppárt (AMNP) (2018. január 29.) 6. AQUILA Párt (AQP) (2018. január 22.) 7. Civil Mozgalom (CIVIL MOZGALOM) (2018. február 16.) 8. Családok Pártja (CSP) (2018. február 2.) 9. Demokrata Párt (DEMOKRATA PÁRT) (2018. január 22.) 10. Demokraták Pártja (DEMOKRATÁK) (2018. február 5.) 11. Demokratikus Koalíció (DK) (2018. február 2.) 12. Dolgozók Magyarországi Pártja (DMP) (2018. január 29.) 13. Egyenlőség Roma Párt (ERP) (2018. február 16.) 14. Együtt – a Korszakváltók Pártja (EGYÜTT) (2018. január 19.) 15. Együtt a Magyar Kisebbségekért és Hátrányos Helyzetűekért Párt (EMKHHP) (2018. február 26.) 16. Elégedetlenek Pártja (EP) (2018. január 26.) 17. Elégedett Magyarországért Mozgalom (EMMO) (2018. február 9.) 18. Élhetőbb, Boldog Magyarországért Párt (ÉBMP) (2018. január 26.) 19. Ellenzéki Párt (ELLENZÉKI PÁRT) (2018. február 23.) 20. Ember az Emberekért Párt (EEP) (2018. február 5.) 21. Értünk Értetek - a Hiteles Párt (ÉRTÜNK ÉRTETEK) (2018. január 22.) 22. Európai Alternatíva Párt (EU ALTERNATÍVA) (2018. február 16.) 23. Európai Cigányok Demokratikus Pártja (ECDP) (2018. január 22.) 24. Európai Roma Keresztények Jobblétéért Demokratikus Párt (EU.ROM) (2018. január 22.) 25. Fiatalok és Idősek Társadalmi Integrációja Párt (FITIP) (2018. január 29.) 26. Fidesz – Magyar Polgári Szövetség (FIDESZ) (2018. január 22.) 27. Független Kisgazda-, Földmunkás- és Polgári Párt (FKGP) (2018. január 19.) 28. Hajrá Magyarország! Párt (HAJRÁ MAGYARORSZÁG!) (2018. január 22.) 29. Haladás Párt (HP) (2018. január 29.) 30. Haladó Magyarországért Párt (HAM) (2018. január 26.) 31. Hátrányos Helyzetűek Pártja (HHP) (2018. január 22.) 32. Haza és Becsület Párt (HAZA ÉS BECSÜLET) (2018. február 12.) 33. Haza Mindenkié Párt (HAZA MINDENKIÉ) (2018. február 2.) 34. Iránytű Párt (IRÁNYTŰ) (2018. január 29.) 35. Jó Út Magyar Polgári Párt (JÓ ÚT MPP) (2018. január 22.) 36. Jobbik Magyarországért Mozgalom (JOBBIK) (2018. február 2.) 37. Jóléti Magyarországot Párt (JMP) (2018. január 26.) 38. Kell Az Összefogás Párt (KÖSSZ) (2018. január 22.) 39. Kereszténydemokrata Néppárt (KDNP) (2018. január 22.) 40. Korrupció Nélküli Magyarországért Párt (KNMP) (2018. január 29.) 41. Közlekedő Polgárok Pártja (KPP) (2018. január 29.) 42. Közös Nevező 2018 (KÖZÖS NEVEZŐ) (2018. február 16.) 43. Közösen Egymásért Demokratikus Néppárt (KEDN) (2018. február 19.) 44. LMP – Magyarország Zöld Pártja (LMP) (2018. január 29.) 45. Lendülettel Magyarországért (LENDÜLETTEL) (2018. február 5.) 46. Magyar Autósokért Párt (MAP) (2018. február 19.) 47. Magyar Demokráciáért és Hazáért Párt (MDHP) (2018. február 23.) 48. Magyar Demokraták Szövetségének Pártja (MDSZP) (2018. január 19.) 49. Magyar Demokratikus Unió (2018. január 19.) (MAGYAR DEMOKRATIKUS UNIÓ) (2018. január 22.) 50. Magyar Igazság és Élet Pártja (MIÉP) (2018. február 12.) 51. Magyar Kétfarkú Kutya Párt (MKKP) (2018. január 22.) 52. Magyar Liberális Párt - Liberálisok (Liberálisok) (2018. január 22.) 53. Magyar Munkáspárt (MUNKÁSPÁRT) (2018. január 22.) 54. Magyar Szocialista Párt (MSZP) (2018. január 19.) 55. Magyarok a Demokráciáért Párt (MAD) (2018. január 19.) 56. Magyarországért Demokratikus Párt (MAGYARORSZÁGÉRT DEMOKRATIKUS PÁRT) (2018. február 2.) 57. Magyarországi Cigányok Fóruma - Összefogás Magyarországért Párt (MCF-ÖSSZEFOGÁS) (2018. február 2.) 58. Magyarországi Cigánypárt (MCP) (2018. január 26.) 59. Magyarországi Munkáspárt 2006 - Európai Baloldal (EURÓPAI BALOLDAL) (2018. február 5.) 60. Magyarországon Élő Dolgozó és Tanuló Emberek Pártja (MEDETE PÁRT) (2018. február 5.) 61. "Megtartás a Jövő Élhető Magyarországáért" ("MEGTARTÁS PÁRTJA") (2018. február 23.) 62. Mi Nők Párt (MINŐKP) (2018. január 29.) 63. Minden Szegényért Párt (MISZEP) (2018. január 26.) 64. Mindenkor a Magyarokért Mozgalom (MMM) (2018. február 5.) 65. Modern Magyarország Mozgalom Párt (MOMA) (2018. január 26.) 66. Momentum Mozgalom (MOMENTUM) (2018. január 22.) 67. Mozdulj Magyarország Párt (MMP) (2018. január 29.) 68. Nemzetegyesítő Mozgalom (NEEM) (2018. január 29.) 69. Nemzeti Egységben Magyarországért Párt (N.E.M. PÁRT) (2018. február 19.) 70. Nemzeti Együttműködés és Megbékélés Párt (NEMZET ÉS BÉKE) (2018. február 2.) 71. Nemzeti Értékelvű Párt (NÉP) (2018. február 19.) 72. Nemzeti Radikális Köztársasági Párt (NRKP) (2018. január 29.) 73. Nemzeti Zöld Koalíció (NEMZETI ZÖLDEK) (2018. január 24.) 74. Nép Oldali Párt (NOP) (2018. február 5.) 75. Net Párt (NP) (2018. január 22.) 76. Opre Roma - Cigány Demokrata Néppárt (OPRE ROMA) (2018. február 5.) 77. Origó Párt (OP) (2018. január 29.) 78. Oxigén Párt (OXIGÉN PÁRT) (2018. február 9.) 79. Összefogás a Civilekért Párt (OCP) (2018. február 23.) 80. Összefogás Párt (ÖSSZEFOGÁS PÁRT) (2018. január 29.) 81. Párbeszéd Magyarországért Párt (PÁRBESZÉD) (2018. február 5.) 82. Platón Párt (PLATÓN PÁRT) (2018. február 9.) 83. Rend és Elszámoltatás Párt (REND PÁRT) (2018. február 12.) 84. Sportos és Egészséges Magyarországért Párt (SEM) (2018. január 26.) 85. Szabad Választók Pártja (SZAVA) (2018. március 10.) 86. Szabadság Népe Párt (SZNP) (2018. február 23.) 87. Szegény Emberek Magyarországért Párt (SZEM PÁRT) (2018. február 12.) 88. Szegényekért Párt (SZP) (2018. január 29.) 89. Színes Demokratikus Párt (SZIMAP) (2018. február 12.) 90. Szociáldemokrata Párt (SZDP) (2018. február 2.) 91. Szövetség a Szentkorona Országáért Konzervatív Párt (SZASZKO) (2018. január 22.) 92. Tenni Akarás Mozgalom (TENNI AKARÁS MOZGALOM) (2018. január 22.) 93. Tenni Akarók Magyarországi Pártja (TAMP) (2018. február 2.) 94. Tiszta Energiával Magyarországért Párt (TEMPO PÁRT) (2018. február 19.) 95. Új Magyar Front Mozgalom Párt (ÚMF) (2018. január 19.) 96. Ütőképes Demokraták a Változásért Néppárt (ÜDV NÉPPÁRT) (2018. február 12.) 97. Vállalkozók Szövetsége a Reformokért (VSZ) (2018. január 19.) 98. Változást Akaró Szavazók Pártja (VÁLASZ) (2018. január 29.) 99. Végső Esély Párt (VEP) (2018. január 29.) 100. Zöldek Pártja (ZÖLDEK) (2018. február 2.) 101. Bolgár Országos Önkormányzat (Bolgár Országos Önkormányzat) (2018. február 12.) 102. Magyarországi Görögök Országos Önkormányzata (MGOÖ) (2018. január 22.) 103. Magyarországi Németek Országos Önkormányzata (MNOÖ) (2018. január 19.) 104. Magyarországi Románok Országos Önkormányzata (MROÖ) (2018. február 12.) 105. Országos Horvát Önkormányzat (OHÖ) (2018. február 12.) 106. Országos Lengyel Önkormányzat (OLÖ) (2018. január 29.) 107. Országos Örmény Önkormányzat (Országos Örmény Önkormányzat) (2018. február 16.) 108. Országos Roma Önkormányzat (Országos Roma Önkormányzat) (2018. január 26.) 109. Országos Ruszin Önkormányzat (ORÖ) (2018. január 22.) 110. Országos Szlovák Önkormányzat (OSZÖ) (2018. január 29.) 111. Országos Szlovén Önkormányzat (OSZÖ) (2018. január 29.) 112. Szerb Országos Önkormányzat (Szerb Országos Önkormányzat) (2018. január 22.) 113. Ukrán Országos Önkormányzat (UOÖ) (2018. január 29.) |

### Egyéni választókerületi jelöltek
Egyéni választókerületi jelöltté váláshoz a választási törvények alapján 500 aláírást kell összegyűjteni. Egy választópolgár több jelöltet is ajánlhat.
| Terület                | Vk. száma | Fidesz– KDNP | Jobbik | MSZP– Párbeszéd | LMP | DK | Együtt | Momentum | MKKP | MP | MIÉP |
| ---------------------- | --------- | ------------ | ------ | --------------- | --- | -- | ------ | -------- | ---- | -- | ---- |
| Budapest               | 18        | 18           | 18     | 8               | 15  | 7  | 4      | 13       | 12   | 11 | 7    |
| Bács-Kiskun            | 6         | 6            | 6      | 4               | 6   | 2  | -      | 6        | 1    | 3  | 2    |
| Baranya                | 4         | 4            | 4      | 1               | 4   | 2  | 2      | 3        | 1    | 2  | 3    |
| Békés                  | 4         | 4            | 4      | 2               | 4   | 2  | 1      | 4        | 1    | 1  | 3    |
| Borsod-Abaúj-Zemplén   | 7         | 7            | 7      | 4               | 6   | 3  | 4      | 4        | -    | 6  | 7    |
| Csongrád               | 4         | 4            | 4      | 3               | 4   | 1  | 2      | 3        | 3    | 1  | 1    |
| Fejér                  | 5         | 5            | 5      | 2               | 5   | 3  | 1      | 3        | -    | 4  | 3    |
| Győr-Moson-Sopron      | 5         | 5            | 5      | 3               | 5   | 2  | 1      | 4        | 2    | 2  | 1    |
| Hajdú-Bihar            | 6         | 6            | 6      | 4               | 6   | 2  | 3      | 6        | 1    | 5  | 6    |
| Heves                  | 3         | 3            | 3      | 2               | 3   | 1  | 1      | 1        | 1    | -  | 1    |
| Jász-Nagykun-Szolnok   | 4         | 4            | 4      | 2               | 4   | 2  | 1      | 4        | 1    | 4  | 4    |
| Komárom-Esztergom      | 3         | 3            | 3      | 2               | 3   | 1  | -      | 2        | 3    | 2  | 2    |
| Nógrád                 | 2         | 2            | 2      | 1               | 2   | 1  | 1      | 1        | 1    | 2  | 1    |
| Pest                   | 12        | 12           | 12     | 6               | 11  | 4  | 6      | 10       | 5    | 8  | 8    |
| Somogy                 | 4         | 4            | 4      | 2               | 4   | 2  | 2      | 2        | -    | 1  | -    |
| Szabolcs-Szatmár-Bereg | 6         | 6            | 6      | 3               | 6   | 3  | 1      | 6        | 1    | 3  | 6    |
| Tolna                  | 3         | 3            | 3      | 1               | 3   | 1  | -      | 2        | 1    | 1  | 1    |
| Vas                    | 3         | 3            | 3      | 2               | 3   | 1  | -      | 3        | 1    | -  | 1    |
| Veszprém               | 4         | 4            | 4      | 2               | 3   | 1  | -      | 3        | 2    | 1  | 1    |
| Zala                   | 3         | 3            | 3      | 1               | 3   | 2  | 1      | 3        | -    | -  | -    |
| Összesen               | 106       | 106          | 106    | 55              | 100 | 43 | 31     | 83       | 39   | 57 | 58   |

### Országos listák
Pártlistát azok a pártok állíthatnak, amelyek legalább 27 egyéni választókerületi jelöltet állítanak, legalább 9 megyében és Budapesten. Nemzetiségi lista állításához a nemzetiségi névjegyzékben regisztrált választópolgárok 1%-ának, de legfeljebb 1500 embernek az ajánlását kell összegyűjteni.
A listában az első 20 jelölt neve van feltüntetve, a miniszterelnök-jelölt vastag betűvel került kiemelésre.
| Párt     | Fidesz–KDNP | Jobbik | MSZP–Párbeszéd | LMP | DK |
| -------- | --- | --- | --- | --- | --- |
| Jelöltek | 1. Orbán Viktor (Fidesz) 2. Semjén Zsolt (KDNP) 3. Kövér László (Fidesz) 4. Novák Katalin (Fidesz) 5. Varga Mihály (Fidesz) 6. Gulyás Gergely (Fidesz) 7. Kubatov Gábor (Fidesz) 8. Németh Szilárd (Fidesz) 9. Balog Zoltán (Fidesz) 10. Harrach Péter (KDNP) 11. Lezsák Sándor (Fidesz) 12. Jakab István (Fidesz) 13. Győrffy Balázs (Fidesz) 14. Turi-Kovács Béla (Fidesz) 15. Szatmáry Kristóf (Fidesz) 16. Böröcz László (Fidesz) 17. Farkas Flórián (Fidesz) 18. Mátrai Márta (Fidesz) 19. Németh Zsolt (Fidesz) 20. Bajkai István (Fidesz) | 1. Vona Gábor 2. Volner János 3. Dúró Dóra 4. Steinmetz Ádám 5. Varga-Damm Andrea 6. Z. Kárpát Dániel 7. Sneider Tamás 8. Mirkóczki Ádám 9. Fülöp Erik 10. Janiczak Dávid 11. Gyöngyösi Márton 12. Farkas Gergely 13. Staudt Gábor 14. Szilágyi György 15. Jakab Péter 16. Hegedűs Lórántné 17. Szávay István 18. Lukács László György 19. Ander Balázs 20. Bana Tibor | 1. Karácsony Gergely (Párbeszéd) 2. Molnár Gyula (MSZP) 3. Hiller István (MSZP) 4. Kunhalmi Ágnes (MSZP) 5. Tóth Bertalan (MSZP) 6. Gőgös Zoltán (MSZP) 7. Tóbiás József (MSZP) 8. Mesterházy Attila (MSZP) 9. Molnár Zsolt (MSZP) 10. Gurmai Zita (MSZP) 11. Tordai Bence (Párbeszéd) 12. Korózs Lajos (MSZP) 13. Varga László (MSZP) 14. Bangóné Borbély Ildikó (MSZP) 15. Bősz Anett (MSZP) 16. Harangozó Tamás (MSZP) 17. Nemény András (MSZP) 18. Szakács László (MSZP) 19. V. Naszályi Márta (Párbeszéd) 20. Tóth Csaba (MSZP) | 1. Szél Bernadett 2. Hadházy Ákos 3. Gémesi György 4. Schmuck Erzsébet 5. Ungár Péter 6. Keresztes László Lóránt 7. Demeter Márta 8. Kanász-Nagy Máté 9. Lengyel Szilvia 10. Üveges Gábor 11. Ferenczi István 12. Hohn Krisztina 13. Ábrahám Júlia 14. Kis-Szeniczey Kálmán 15. Sallai Róbert Benedek 16. Ecseki Virág 17. Ikotity István 18. Csárdi Antal 19. Hajdu Mária 20. Kendernay János | 1. Gyurcsány Ferenc 2. Molnár Csaba 3. Vadai Ágnes 4. Niedermüller Péter 5. Varju László 6. Oláh Lajos 7. Székely Sándor 8. Gréczy Zsolt 9. Ara-Kovács Attila 10. László Imre 11. Arató Gergely 12. Sebián-Petrovszki László 13. Gy. Németh Erzsébet 14. Varga Zoltán 15. Debreczeni József 16. Ráczné Földi Judit 17. Nagy-Huszein Tibor 18. Konczer Erik 19. Binszki József 20. Nagy Zoltán |
| Összesen | 279 jelölt | 184 jelölt | 220 jelölt | 129 jelölt | 145 jelölt |

| Párt     | Együtt | Momentum | MKKP | Munkáspárt | MIÉP |
| -------- | --- | --- | --- | --- | --- |
| Jelöltek | 1. Juhász Péter 2. Szigetvári Viktor 3. Hajdu Nóra 4. Szabó Szabolcs 5. Pataki Márton 6. Spät Judit 7. Vajda Zoltán 8. Baranyi Krisztina 9. Kóber György 10. Vargha Nóra 11. Nagy Sándor 12. Kammerer Gábor 13. Molnár Tibor 14. Törökné Fejes Györgyi 15. Bod Tamás 16. Lövei Csaba 17. Tóth Judit Mária 18. Kerepesi Tibor 19. Rátkay Andrea 20. Janzer Frigyes | 1. Fekete-Győr András 2. Orosz Anna 3. Soproni Tamás 4. Dukán András Ferenc 5. Cseh Katalin 6. Lakatos Béla 7. Donáth Anna Júlia 8. Nemes Balázs 9. Benedek Márton 10. Bodrozsán Alexandra 11. Kádár Barnabás 12. Szekeres Éva 13. Hajnal Miklós 14. Holzhofer Tünde 15. Hollai Gábor 16. Meződi János 17. Kohut Ákos Csaba 18. Gerencsér Mária 19. Berg Dániel 20. Sebők Éva | 1. Kovács Gergely 2. Döme Zsuzsanna 3. Victora Zsolt 4. Sebő Ferenc 5. Kővári Attila 6. Tóth Imre 7. Bodor Sándor 8. Várady Zoltán 9. Tichy-Rács József 10. Terdik Roland 11. Fischer Roland 12. Babinszki Péter 13. Martos Csongor 14. Balogh Eszter 15. Fűrész Gábor 16. Soltész Szilvia 17. Pálmai Attila 18. Racskó Gábor 19. Juhász Veronika 20. Betlehem Csaba | 1. Thürmer Gyula 2. Karacs Lajosné 3. Bencsik Mihály 4. Frankfurter Zsuzsanna 5. Kajli Béla 6. Nagy Attila Tibor 7. Kovács István 8. Kerezsi László 9. Benyovszky Gábor 10. Fehérvári Zsolt István 11. Fléger István Tamás 12. Gál Ferenc 13. Kalapos Mária 14. Kónya Béla 15. Kőszeginé Benedek Anna 16. Megyes Zoltán István 17. Pálmai Ferenc 18. Pilajeva Marina 19. Szentpáli Kolos 20. Sipos Sándor | 1. Nagy Tibor Barnabás 2. Szilágyi Sándor 3. Deli Károly 4. Balogh Géza Péter 5. Szabó Attila 6. Perdiák János 7. Jakab Rita 8. Tóth Béla 9. Budaházy Áron 10. Nagy Attila 11. Kissunyi István 12. Fülöp Noémi Enikő 13. Orosz Attila 14. Lukácsi Zoltán 15. Závoczki Tibor 16. Cseh Tibor 17. Tóthné Farkas Anita 18. Kohánszky András Béla 19. Tóth Norbert 20. Vágó Norbert |
| Összesen | 94 jelölt | 81 jelölt | 57 jelölt | 87 jelölt | 30 jelölt |

| Párt     | ÖSSZEFOGÁS PÁRT | CSP | MEDETE PÁRT | KÖZÖS NEVEZŐ | EU.ROM | NP | IRÁNYTŰ |
| -------- | --- | --- | --- | --- | --- | --- | --- |
| Jelöltek | 1. Szepessy Zsolt 2. Darcsi Natália 3. Stifter Mónika 4. Czirok Tamás 5. Ortó Gyula 6. Szakos Zoltán 7. Gellért Sándor 8. Gellért-Kozma Lenke 9. Gál Róbert Zoltán 10. Szeidel Julianna 11. Balla Leila Klaudia 12. Pogány István 13. Kovácsné Pácsa Tünde 14. Veress Erzsébet Csilla 15. Kozma-Tóth Zsanett 16. Kiss Gábor 17. Felczán Erzsébet 18. Ésik Attiláné 19. Kónya Krisztián Zsolt 20. Nagy Éva | 1. Hegedűsné Bányai Ildikó 2. Fábián Kata Ildikó 3. Fényes Annamária 4. Bodroghalmi Gábor Alfréd 5. Kántor István 6. Krankovics István 7. Gottdiener Éva 8. Palczert Alexandra Petra 9. Hollender-Lukács Anett 10. Kovács Zsófia 11. Tóth Istvánné 12. Ésik Attila 13. Németh Péter 14. Csomai Ildikó 15. Karaffa Lászlóné 16. Krebsz Kolos Barnabás 17. Molnár Mária 18. Ignácz Csaba 19. Csorvási Gedeon 20. Takácsné Vágó Viktória Karmen | 1. Katona Anett 2. Baráth Mónika 3. Pongrácz Szimonetta 4. Mihály Viktória 5. Kanálos Róbert 6. Földi Dániel Jenő 7. Szűcs Sándor 8. Hollender Szabolcs 9. Szepesi Gábor Attila 10. Szaniszló Ferenc 11. Bacskai Gábor 12. Winkelbauer Klára 13. Dobai János Iván 14. Szabó Nóra 15. Gazsi Henrietta 16. Ádám Krisztián 17. Antal Orsolya 18. Csömör Ágostonné 19. Szabó Tünde 20. Kóczé Krisztina | 1. Gődény György 2. Pálfi Margit 3. Seres Mária 4. Márton Tibor 5. Mónus Katalin 6. Radics Tibor 7. Varga Zsolt László 8. Nagy Katalin 9. Schachinger Zsolt 10. Tóth Albert János 11. Klepács Antalné 12. Morvai Sándorné 13. Csenki Mihály 14. Rácz-Baranyai Julianna 15. Pethő Réka 16. Burom Zsuzsanna 17. Tóth Tamás 18. Kernács-Pintér András 19. Majoros Ágnes Málna 20. Kovács Ágnes | 1. Szőcsi Lajos 2. Rafael Gyula 3. Lakatos Attila 4. Bokor Sándor 5. Kemény Anikó 6. Váradi Gábor 7. Lakatos Ernő 8. Balogh Zsigmond 9. Lakatos Attila 10. Lakatos Ernő 11. Musa Károly 12. Nótár Mónika 13. Gulyás Ferenc 14. Dániel István 15. Kanalas Attila 16. Buri Attila 17. Horváth Sámuel 18. Varga Attila 19. Lakatos Sándor 20. Varga Melinda | 1. Sipos Attila 2. Páll Dávid Gergő 3. Bárány Pál 4. Kálmándi Sándor 5. Antal László 6. Kiss Sándor 7. Papadopulu Koralia Vasiliki 8. Vojtela Erika 9. Nagy Gábor 10. Sándor László 11. Vincze Péter Tamás 12. Kapacina Kevin 13. Cseri Melinda 14. Szabó Éva 15. Szántó Norbert 16. Berekai Vivien 17. Fejes János 18. Bogdányi László 19. Verebélyi Viktória Fanni 20. Toldi Ádám Valentin | 1. Schiller László 2. Szendi Krisztián 3. Freisz-Horváth Éva 4. Gavri Edit 5. Nyakas Marianna 6. Kovács Imre József 7. Huszár Tamás Imre 8. Nagy Sándor 9. Pálfi Dávid 10. Nagy József 11. Póznik György Csaba 12. Suda Dezső József 13. Fazekas Attila 14. Gaál István 15. Lakos Katalin 16. Domán Attila 17. Forgó Miklós István 18. Szabó Ferenc 19. Kiss Miklósné 20. Horváth András |
| Összesen | 85 jelölt | 54 jelölt | 39 jelölt | 35 jelölt | 33 jelölt | 33 jelölt | 30 jelölt |

| Párt     | KÖSSZ | SEM | MCP | REND PÁRT | SZEM PÁRT | TENNI AKARÁS MOZGALOM |
| -------- | --- | --- | --- | --- | --- | --- |
| Jelöltek | 1. Weith Katalin 2. Galyas István 3. Daróczi Sándor Józsefné 4. Tivadari Mária 5. Gürtler Tibor 6. Kovácsné Csatári Éva 7. Kállai József 8. Busi Erika 9. Rajczi Klára 10. Wajand Krisztina Katalin 11. Parragh Lajos 12. Dolmányos Szilárd József 13. Király Szilárd 14. Balogh Rita 15. Györgye Zalán 16. Váradi György 17. Papp János 18. Dobi Krisztina 19. Susa Vendel József 20. Kovács Klaudia Éva | 1. Kovács András 2. Dóczi Zsuzsanna 3. Balog Gábor 4. Duka Annamária 5. Márton András 6. Petre-Varga Zsuzsanna 7. Brem László 8. Nagyné Fehér Erzsébet 9. Radányi Norbert 10. Jakab Gabriella 11. Rozsnyai Róbert 12. Frülich Nóra 13. Struve Gábor 14. Sebeők Sarolta 15. Örvendi Cintia 16. Herczeg Lilla 17. Németh Szabolcs 18. Guba Anikó | 1. Horváth József 2. Nótár Ilona 3. Bordás Géza 4. Dancs Mihály 5. Balogh Artúr 6. Oláh Csaba 7. Csikós Árpád 8. Budai Ottó 9. Dógi János 10. Horváth Csabáné 11. Balogh Gusztáv 12. Szécsi Miklós 13. Kozák János Máté 14. Németh Brendon Zsolt 15. Dörömböző Gyula 16. Bogdán János István 17. Kerpács István 18. Vidák Máténé | 1. Tóth Tamás 2. Bátori Tibor Győzőné 3. Bessenyei Géza 4. Szenftner László 5. Jambrik Gézáné 6. Sándor Ernő Tamás 7. Békési Edina Katalin 8. Szkita Istvánné 9. Tokárné Batka Mária 10. Imre István 11. Katona András 12. Tóth Csaba | 1. Nagy Richárd 2. Tánczos Vanda 3. Horváth Gábor 4. Glavanits Dávid 5. Németh Ádám 6. Nagy Ildikó 7. Bangó Bence 8. Nagyné Gumiller Zsuzsanna 9. Kovács Szabolcs 10. Gadó András Balázs | 1. Váradi Sándor 2. Mezei Zoltán 3. Agócs János 4. Kovács Ildikó 5. Burai Tibor 6. Burai Tiborné 7. Burai Tibor 8. Burai Gábor 9. Sztojka Klára |
| Összesen | 28 jelölt | 18 jelölt | 18 jelölt | 12 jelölt | 10 jelölt | 9 jelölt |

Országos listát állított nemzetiségi önkormányzatok, első 5 jelölt neve.
| Nemz. önk. neve | BOÖ | SZOÖ                                                                                          | ORÖ                                              | OÖÖ                                                                 | MGOÖ                                                                |
| Jelöltek        | 1. Varga Szimeon 2. Andonov Alekszi Petrov 3. Belosinov Dragetta 4. Muszev Dimitrov Dancso 5. Tütünkov-Hrisztov Jordán | 1. Alexov Lyubomir 2. Lásztity Péter 3. Szutor Lászlóné 4. Lásztity Jovánka 5. Rusz Boriszláv | 1. Farkas Félix 2. Balogh János 3. Raffai László | 1. Simani Silva 2. Serkisian Szeván Simon 3. Esztergály Zsófia Zita | 1. Sianos Tamás 2. Kukumzisz György 3. Dulasz Takisz 4. Thomou Anna |

| Nemz. önk. neve | MNOÖ                                                                                    | MROÖ | OHÖ                                                                                               | OLÖ | ORÖ                                                                                                   |
| Jelöltek        | 1. Ritter Imre 2. Heinek Ottó 3. Englenderné Hock Ibolya 4. Manz József 5. Gáspár Kinga | 1. Kreszta Traján 2. Juhász Tibor 3. Szilágyi Lászlóné 4. Borbély Erika Mária 5. Czeglédiné Gurzó Mária | 1. Szolga József 2. Gugán János 3. Osztrogonácz József 4. Gojtán Anna 5. Paukovitsné Horváth Edit | 1. Rónayné Slaba Ewa Maria 2. Wesolowski Korinna Katalin 3. Sutarski Konrád 4. Buskó András 5. Zemplényi Maria Jolanta | 1. Giricz Vera 2. Kramarenko Viktor 3. Szilcer-Likovics Olga 4. Szónoczki János 5. Kozsnyánszky János |

| Nemz. önk. neve | OSZÖ                                                       | OSZÖ | UOÖ |
| Jelöltek        | 1. Kissné Köles Erika 2. Ropos Márton 3. Bartakovics Ilona | 1. Paulik Antal 2. Hollerné Racskó Erzsébet 3. Komjáthi Anna 4. Kiszely András 5. Lénártné Orliczki Judit | 1. Szuperák Brigitta 2. Sajtos-Zapotocsnaja Natália 3. Hartyányi Jaroszlava 4. Sikk Józsefné 5. Burij Anatolij |

## Törvénysértések és törvénysértésgyanús esetek a kampányban és a választás során
- Több ezer (lehetséges, hogy tízezernél is több) halott aláírása került különböző pártok ajánlási íveire. (Csak Csepelen ezernél is több.)[101]
- A Fidesz-KDNP több alkalommal a szülők hozzájárulása nélkül használt fel óvodás gyermekeket a kampány során, illetve a kampány hivatalos kezdete előtti hetekben.[102][103] Március 29-én, az országos listát állító pártok jelöltjeivel kibővült Nemzeti Választási Bizottság emiatt 350 ezer forintos büntetést rótt Orbán Viktorra és eltiltotta a további jogsértéstől.[104]
- A Jobbik kiskunhalasi választókerületi jelöltje, Farkas Gergely pénzt ajánlott az LMP jelöltjének, Midi Melániának, ha visszalép. Farkas Gergely elismerte a megbeszélés tényét, de a pénz fizetése szerinte csak vicces felvetés volt.[105]
- A Jobbik vállalta, hogy anyagi juttatást ad az FKGP-nek (fizeti a párt jogászainak munkadíját és a párt központi irodájának költségeit), ha a kisgazda jelöltek visszalépnek a jobbikosok javára. Az erről szóló dokumentumot a Jobbik pártigazgatója, Szabó Gábor írta alá, és tanúként hitelesítette Staudt Gábor, a Jobbik országgyűlési képviselője.[106]
- Demszky Gábor, Budapest volt SZDSZ-es főpolgármestere a Bocskai út előtti szavazókör 150 méteres körzetében osztott ásványvizet, és a Nyomtass te is! című kiadvány 37. számát, amely a „taktikai szavazásról”, és az országgyűlési választásról közölt információkat. Demszky Gábor ezzel megsérthette a választási törvényt, amely kimondja, hogy a szavazóhelység 150 méteres körzetén belül nem lehet kampánytevékenységet folytatni.[107][108]
- A Kúria az MSZP-Párbeszéd kérelme után határozatban mondta ki, hogy a választás napján törvénytelenül, szervezetten szállítottak autóbuszokkal szavazati joggal rendelkező ukrán-magyar kettős állampolgárokat magyarországi szavazókörökbe, akiket korábban fiktív magyar lakcímekre jelentettek be. Az érintett szavazókörökben azonban nem rendelték el az eredmények megsemmisítését, és a választás megismétlését, mert a választási alapelvek sérelme ehhez nem elegendő, és a bizonyítékként megjelölt, Hír TV által készített felvételek alapján nem tudták megállapítani a jogsértés mértékét.[109][110][111] Később az ügyészség is megállapította a törvénysértést, Polt Péter főügyész közleménye szerint 2019. január 28-ig 370 ügyben indult nyomozás, ebből 32 eset még a felderítési, 27 ügy a vizsgálati szakaszban van, 156 esetben vádemelés történt, vagyis bírósági szakaszba ért az ügy, 106 esetben pedig jogerős ítélet született.[112]
- A Nemzeti Választási Bizottság a Magyar Kétfarkú Kutya Párt fellebbezésének helyt adva határozatban mondta ki, hogy Nyírkércs 1. sz. szavazókörben a helyi szavazatszámláló bizottság megsértette a választási törvényt azzal, hogy 12 választópolgár számára két egyéni szavazólapot adott át egy egyéni és egy listás helyett. Emiatt kb. 85 szavazatot kellett érvényteleníteni, mert a törvények értelmében minden egyéni jelölttől 12 szavazatot (ha ennél kevesebb szavazatot szerzett a jelölt, akkor az összes rá érkező voksot) le kellett vonni.[113][114]
- 2019 februárjában Polt Péter legfőbb ügyész közölte, hogy a parlamenti választással összefüggésben 249 nyomozást rendeltek el, jellemzően választás rendje elleni bűncselekmény, hamis magánokirat felhasználása, illetve költségvetési csalás gyanúja miatt. A fenti időpontig 50 ügyben megszüntették a nyomozást, 42-ben felfüggesztették, mert az elkövetők kilétét nem tudták kideríteni, 151 eljárás még folyamatban volt, 2 tartott bírósági szakaszban és 4 ügyben született bírósági ítélet.[115]
- 2020 augusztusában 1 év 6 hónap felfüggesztett börtönbüntetésre ítéltek egy Somogy megyei férfit, aki a jelöltként kapott egymillió forintos állami támogatást nem kampánycélokra fordította, hanem családi kiadásaira.[116]

Az egyéni választókerületek eredményei térképen:

## Eredmények

### Részvételi adatok (Magyarországon lakcímmel rendelkezők)
| 2018. április 8. | 2018. április 8. | 2018. április 8. |
| ---------------- | ---------------- | ---------------- |
| 7:00-ig          | 2,24%            | 176 087 fő       |
| 9:00-ig          | 13,17%           | 1 036 849 fő     |
| 11:00-ig         | 29,93%           | 2 356 947 fő     |
| 13:00-ig         | 42,32%           | 3 333 298 fő     |
| 15:00-ig         | 53,64%           | 4 224 112 fő     |
| 17:00-ig         | 63,21%           | 4 977 880 fő     |
| 18:30-ig         | 68,13%           | 5 365 511 fő     |
| 19:00-ig         | 70,22%           | 5 570 797 fő     |

### Az országos listás választás eredménye
A magyarországi és külföldi listás szavazatok megoszlása. A nemzetiségi és etnikai listákat az N betű jelöli.

| A listás mandátumok elosztása                | A listás mandátumok elosztása            | A listás mandátumok elosztása | A listás mandátumok elosztása | A listás mandátumok elosztása | A listás mandátumok elosztása | A listás mandátumok elosztása | A listás mandátumok elosztása | A listás mandátumok elosztása          | A listás mandátumok elosztása | A listás mandátumok elosztása | A listás mandátumok elosztása | A listás mandátumok elosztása | A listás mandátumok elosztása |
| Jelölőszervezet, párt vagy pártszövetség     | Jelölőszervezet, párt vagy pártszövetség | Listás szavazatok             | Listás szavazatok             | Listás szavazatok             | Listás szavazatok             | Listás szavazatok             | Listás szavazatok             | Listás szavazatok                      | Bejutási küszöb (%)           | Kedvez- ményes kvóta (db)     | Kaphat-e mandátumot listáról? | Listás mandátumok             | Listás mandátumok             |
| Jelölőszervezet, párt vagy pártszövetség     | Jelölőszervezet, párt vagy pártszövetség | Magyarországon                | Magyarországon                | Levélben                      | Levélben                      | Összesen                      | Összesen                      | Csak a pártok esetében vett aránya (%) | Bejutási küszöb (%)           | Kedvez- ményes kvóta (db)     | Kaphat-e mandátumot listáról? | Listás mandátumok             | Listás mandátumok             |
| Neve                                         | Típusa                                   | Száma                         | Aránya (%)                    | Száma                         | Aránya (%)                    | Száma                         | Aránya (%)                    | Csak a pártok esetében vett aránya (%) | Bejutási küszöb (%)           | Kedvez- ményes kvóta (db)     | Kaphat-e mandátumot listáról? | Száma                         | Aránya (%)                    |
| -------------------------------------------- | ---------------------------------------- | ----------------------------- | ----------------------------- | ----------------------------- | ----------------------------- | ----------------------------- | ----------------------------- | -------------------------------------- | ----------------------------- | ----------------------------- | ----------------------------- | ----------------------------- | ----------------------------- |
| Fidesz–KDNP                                  |                                          | 2 607 990                     | 47,36                         | 216 561                       | 96,24                         | 2 824 551                     | 49,27                         | 49,60                                  | 10                            | –                             | igen                          | 42                            | 45,2                          |
| Jobbik                                       |                                          | 1 090 751                     | 19,81                         | 2055                          | 0,91                          | 1 092 806                     | 19,06                         | 19,19                                  | 5                             | –                             | igen                          | 25                            | 26,9                          |
| MSZP–Párbeszéd                               |                                          | 681 454                       | 12,37                         | 1247                          | 0,55                          | 682 701                       | 11,91                         | 11,99                                  | 10                            | –                             | igen                          | 12                            | 12,9                          |
| LMP                                          |                                          | 402 347                       | 7,31                          | 2082                          | 0,93                          | 404 429                       | 7,06                          | 7,10                                   | 5                             | –                             | igen                          | 7                             | 7,5                           |
| DK                                           |                                          | 307 492                       | 5,58                          | 669                           | 0,30                          | 308 161                       | 5,38                          | 5,41                                   | 5                             | –                             | igen                          | 6                             | 6,5                           |
| Momentum                                     |                                          | 174 225                       | 3,16                          | 1004                          | 0,45                          | 175 229                       | 3,06                          | 3,08                                   | 5                             | –                             | nem                           | –                             | –                             |
| MKKP                                         |                                          | 98 758                        | 1,79                          | 656                           | 0,29                          | 99 414                        | 1,73                          | 1,75                                   | 5                             | –                             | nem                           | –                             | –                             |
| Együtt                                       |                                          | 37 251                        | 0,68                          | 311                           | 0,14                          | 37 562                        | 0,66                          | 0,66                                   | 5                             | –                             | nem                           | –                             | –                             |
| Magyarországi Németek Országos Önkormányzata | N                                        | 26 477                        | 0,48                          | –                             | –                             | 26 477                        | 0,46                          | –                                      | –                             | 23 831                        | igen                          | 1                             | 1                             |
| Munkáspárt                                   |                                          | 15 595                        | 0,28                          | 45                            | 0,02                          | 15 640                        | 0,27                          | 0,27                                   | 5                             | –                             | nem                           | –                             | –                             |
| CSP                                          |                                          | 10 558                        | 0,19                          | 83                            | 0,04                          | 10 641                        | 0,19                          | 0,19                                   | 5                             | –                             | nem                           | –                             | –                             |
| MIÉP                                         |                                          | 8623                          | 0,16                          | 89                            | 0,04                          | 8712                          | 0,15                          | 0,15                                   | 5                             | –                             | nem                           | –                             | –                             |
| SEM                                          |                                          | 7230                          | 0,13                          | 79                            | 0,04                          | 7309                          | 0,13                          | 0,13                                   | 5                             | –                             | nem                           | –                             | –                             |
| Országos Roma Önkormányzat                   | N                                        | 5703                          | 0,10                          | –                             | –                             | 5703                          | 0,10                          | –                                      | –                             | 23 831                        | nem                           | –                             | –                             |
| Tenni Akarás Mozgalom                        |                                          | 5310                          | 0,10                          | 2                             | 0,00                          | 5312                          | 0,09                          | 0,09                                   | 5                             | –                             | nem                           | –                             | –                             |
| MCP                                          |                                          | 4091                          | 0,07                          | 18                            | 0,01                          | 4109                          | 0,07                          | 0,07                                   | 5                             | –                             | nem                           | –                             | –                             |
| Közös Nevező                                 |                                          | 3876                          | 0,07                          | 18                            | 0,01                          | 3894                          | 0,07                          | 0,07                                   | 5                             | –                             | nem                           | –                             | –                             |
| Szem Párt                                    |                                          | 3028                          | 0,05                          | 20                            | 0,01                          | 3048                          | 0,05                          | 0,05                                   | 5                             | –                             | nem                           | –                             | –                             |
| KÖSSZ                                        |                                          | 2711                          | 0,05                          | 11                            | 0,00                          | 2722                          | 0,05                          | 0,05                                   | 5                             | –                             | nem                           | –                             | –                             |
| Iránytű                                      |                                          | 1997                          | 0,04                          | 4                             | 0,00                          | 2001                          | 0,03                          | 0,04                                   | 5                             | –                             | nem                           | –                             | –                             |
| Országos Horvát Önkormányzat                 | N                                        | 1743                          | 0,03                          | –                             | –                             | 1743                          | 0,03                          | –                                      | –                             | 23 831                        | nem                           | –                             | –                             |
| Rend Párt                                    |                                          | 1685                          | 0,03                          | 23                            | 0,01                          | 1708                          | 0,03                          | 0,03                                   | 5                             | –                             | nem                           | –                             | –                             |
| Összefogás Párt                              |                                          | 1401                          | 0,03                          | 6                             | 0,00                          | 1407                          | 0,02                          | 0,02                                   | 5                             | –                             | nem                           | –                             | –                             |
| Medete Párt                                  |                                          | 1280                          | 0,02                          | 12                            | 0,01                          | 1292                          | 0,02                          | 0,02                                   | 5                             | –                             | nem                           | –                             | –                             |
| Országos Szlovák Önkormányzat                | N                                        | 1245                          | 0,02                          | –                             | –                             | 1245                          | 0,02                          | –                                      | –                             | 23 831                        | nem                           | –                             | –                             |
| NP                                           |                                          | 1087                          | 0,02                          | 13                            | 0,01                          | 1100                          | 0,02                          | 0,02                                   | 5                             | –                             | nem                           | –                             | –                             |
| EU.ROM                                       |                                          | 986                           | 0,02                          | 17                            | 0,01                          | 1003                          | 0,02                          | 0,02                                   | 5                             | –                             | nem                           | –                             | –                             |
| Országos Ruszin Önkormányzat                 | N                                        | 539                           | 0,01                          | –                             | –                             | 539                           | 0,01                          | –                                      | –                             | 23 831                        | nem                           | –                             | –                             |
| Magyarországi Románok Országos Önkormányzata | N                                        | 428                           | 0,01                          | –                             | –                             | 428                           | 0,01                          | –                                      | –                             | 23 831                        | nem                           | –                             | –                             |
| Szerb Országos Önkormányzat                  | N                                        | 296                           | 0,01                          | –                             | –                             | 296                           | 0,01                          | –                                      | –                             | 23 831                        | nem                           | –                             | –                             |
| Ukrán Országos Önkormányzat                  | N                                        | 270                           | 0,00                          | –                             | –                             | 270                           | 0,00                          | –                                      | –                             | 23 831                        | nem                           | –                             | –                             |
| Országos Lengyel Önkormányzat                | N                                        | 210                           | 0,00                          | –                             | –                             | 210                           | 0,00                          | –                                      | –                             | 23 831                        | nem                           | –                             | –                             |
| Országos Szlovén Önkormányzat                | N                                        | 199                           | 0,00                          | –                             | –                             | 199                           | 0,00                          | –                                      | –                             | 23 831                        | nem                           | –                             | –                             |
| Magyarországi Görögök Országos Önkormányzata | N                                        | 159                           | 0,00                          | –                             | –                             | 159                           | 0,00                          | –                                      | –                             | 23 831                        | nem                           | –                             | –                             |
| Országos Örmény Önkormányzat                 | N                                        | 159                           | 0,00                          | –                             | –                             | 159                           | 0,00                          | –                                      | –                             | 23 831                        | nem                           | –                             | –                             |
| Bolgár Országos Önkormányzat                 | N                                        | 104                           | 0,00                          | –                             | –                             | 104                           | 0,00                          | –                                      | –                             | 23 831                        | nem                           | –                             | –                             |
| Összesen                                     | Összesen                                 | 5 507 258                     | 100                           | 225 025                       | 100                           | 5 732 283                     | 100                           | 100                                    | –                             | –                             | –                             | 93                            | 100                           |

### A megválasztott Országgyűlés összetétele

Az Országgyűlés összetétele

| Pártok, pártszövetségek, nemzetiségek | Megszerzett mandátumok | Megszerzett mandátumok | Megszerzett mandátumok | Megszerzett mandátumok | Megszerzett mandátumok | Megszerzett mandátumok |
| Pártok, pártszövetségek, nemzetiségek | Egyéni                 | Egyéni                 | Országos listás        | Országos listás        | Összesen               | Összesen               |
| Pártok, pártszövetségek, nemzetiségek | száma                  | aránya (%)             | száma                  | aránya (%)             | száma                  | aránya (%)             |
| ------------------------------------- | ---------------------- | ---------------------- | ---------------------- | ---------------------- | ---------------------- | ---------------------- |
| Fidesz–KDNP                           | 91                     | 85,8                   | 42                     | 45,2                   | 133                    | 66,8                   |
| Jobbik                                | 1                      | 0,9                    | 25                     | 26,9                   | 26                     | 13,1                   |
| MSZP–Párbeszéd                        | 8                      | 7,6                    | 12                     | 12,9                   | 20                     | 10,1                   |
| DK                                    | 3                      | 2,8                    | 6                      | 6,5                    | 9                      | 4,5                    |
| LMP                                   | 1                      | 0,9                    | 7                      | 7,5                    | 8                      | 4,0                    |
| Együtt                                | 1                      | 0,9                    | 0                      | 0                      | 1                      | 0,5                    |
| Független                             | 1                      | 0,9                    | 0                      | 0                      | 1                      | 0,5                    |
| MNOÖ                                  | 0                      | 0                      | 1                      | 1                      | 1                      | 0,5                    |
| Összesen                              | 106                    | 100                    | 93                     | 100                    | 199                    | 100                    |